# 仮面ライダーX
『仮面ライダーX』（かめんライダーエックス）は、1974年2月16日から10月12日まで、NET系列で毎週土曜19時30分から20時（JST）に全35話が放映された、毎日放送・東映制作の特撮テレビドラマ作品、および作中で主人公が変身するヒーローの名称。

## 概要
「仮面ライダーシリーズ」の第3作目である本作品は、従来よりも視聴者の年齢層を上げることを意識して多くの新機軸が導入された。
それまでの歴代ライダーは敵から奪った武器を使用することはあったが、Xライダーは正式な手持ち武器（ライドル）を装備した初のライダーである。Xライダーについては改造人間であるという設定は従来と共通であるものの、ベルト以外にもアイテムを用いて変身する点や、武器をベルトに内装するなど様々なメカニカルな新要素を大幅に取り入れた仮面ライダーのイメージを一新させる作品となった。
仮面ライダーシリーズの多くに登場する敵組織と異なり、本作品に登場するGOD機関は「世界の対立する大国同士が密かに手を握って改造人間を使って日本全滅を狙う恐怖の秘密組織」（第1話ナレーション）という設定である。世界征服ではなく明確に日本をターゲットにしてその全滅を目的としており、GODの戦闘員は「戦闘工作員」と呼ばれ、GODとのスパイ合戦が描かれるとともに攻撃する組織の支部を「分署」と呼んだり、秘密警察を連想させる制服を着た構成員を登場させるなど、随所にそれを裏付けるための演出がなされている。
独自の魅力を持つ神話怪人群とマンガチックな悪人軍団怪人群、本格的ライバルキャラクターのアポロガイスト、実寸大のセットで表現されたシリーズ初となる巨大敵キャラクター・キングダークや、Xライダーの剣劇的なアクションなど、本作品ならではの特徴も少なくない。

## あらすじ
海洋科学者・神 啓太郎（）教授は、日本全滅を狙う大国の連合組織「GOD（）機関」より組織への加入を迫られる。拒否した神教授は報復としてGODから重傷を負わされ、彼を助けようとした息子・神 敬介（）も殺害されてしまう。瀕死の神教授は、最後の力で敬介にサイボーグ手術を施し、深海開発用改造人間・カイゾーグとして蘇らせ、「仮面ライダーX」の名を与える。
父の遺志を継ぎ、日本全滅を図るGODと戦う決意を固めた敬介の前には、かつての恋人・水城 涼子（）がGODの一員として現れるうえ、彼女と同じ顔をした謎の女性・霧子（）が敬介を助ける。涼子の真意と霧子の正体を求めつつ、過去の「仮面ライダー」の協力者である立花藤兵衛らの助力も得て、XライダーはGODに立ち向かう。
実は涼子は国際秘密警察の調査員であり、GODへの潜入のために敬介たちを裏切る振りをしていた。そして霧子は、涼子の双子の妹だった。その事実が明らかになったとき、GODの手にかかって姉妹は命を落とす。悲しみをこらえ、Xライダーとして戦い抜くことを誓った敬介の前には、GOD秘密警察第一室長・アポロガイストが現れる。その強大な力にXライダーは苦戦を強いられるが、なんとか勝利する。敗北したアポロガイストは強化手術を受け、それまで以上に恐ろしい力を得てよみがえるが、その再生は不完全であり、余命を延ばすためにはXライダーの持つパーフェクターが必要だった。生き残りをかけた激闘の末、ついにXライダーはアポロガイストを完全に倒す。
アポロガイストの死後、GOD悪人軍団を率いる新幹部・キングダークが姿を現す。キングダークの巨体を自由に動かすために必要なRS装置の設計図は9つに分割されており、Xライダーと悪人軍団は争奪戦を繰り広げる。そのさなか、強敵・クモナポレオンにXライダーは敗れてしまうが、駆けつけた仮面ライダーV3＝風見志郎によって強化再生され、新たな力を得てGODに立ち向かう。
やがてキングダークはRS装置を待ちきれずに立ち上がると、戦闘に臨む。その巨大な体内に侵入したXライダーは、そこでGODを操っていたと自称する呪博士と対峙し、彼を倒す。呪の死とともにキングダークも爆発四散し、ここにGODは滅びた。敬介は藤兵衛たちに別れを告げ、どこかへ旅立っていった。

## 登場人物
神 敬介（） / 仮面ライダーX
本作品の主人公。沖縄の水産大学の生徒で船乗り志望。
物静かな熱血漢だが、ナイーブな一面も持つ。母親は生後まもなく他界しており、父・啓太郎の手で育てられ、幼いころから父の手で空手・柔道・剣道を教え込まれ、スポーツに関しては水泳を一番の得意としている。
大学の休みを利用し、アルバイトのために半年ぶりに帰郷した際、父と共にGOD機関に襲われて死亡するが、瀕死の父の手で改造手術を施され、海底1万メートルの水圧にも耐える強さを持つ深海開発用改造人間カイゾーグとして復活した。
偏屈で頑固な父とは顔を合わせるたびにいがみ合うなど親子喧嘩が絶えず、よくそのことで涼子にたしなめられていたが、本当は深く尊敬している。
改造された当初は人間でなくなってしまったことを悲しんだり、心が深く傷ついた時に父の人格が移植された神ステーションに癒やしを求めたり、恋人でありながら自分を裏切った涼子の行動に動揺する時もあったが、その度に精神的に成長していった。仮面ライダーの父たる存在の立花藤兵衛との出会いによって先輩ライダーの存在を知り、戦士としての自覚を一層強くしていった。鋭い洞察力で敵の計略などを見抜くことも多く、逆に罠を仕掛けることもあった。パニック戦においては武器として吹き矢を所持し、使用していた。
藤兵衛と出会ってからはオートレーサーとしても活動するようになり、藤兵衛からは「鍛えれば本郷たち以上になる」と評された。
最終回においてキングダークとの一騎討ちで、その体内にあるコントロール室で呪博士と対峙し、待ち構えていたサソリジェロニモとともに死んだかに見えたが、生き延びており、COLに「日本に危機が訪れたら帰ってくる」という置手紙を残し、新たな旅に出た。

神 啓太郎（）
敬介の父。城北大学の教授で、海洋科学と人間工学の世界的権威。
GOD機関にその卓越した頭脳と、人間工学の研究成果を必要とされていた。
口やかましく頑固な性格で敬介とは親子喧嘩が絶えなかったが、その心には素直ではないが息子への大きな愛情を宿している。帰郷直後に港で息子がGODに襲われたことを知って、ガードラングを応用した赤い防弾チョッキを与えたりしている。敬介の達者な格闘技の腕前も「科学者にも腕っ節が必要だ」という彼の考えによるものだった。
GOD機関への協力を拒んだため、重傷を負わされるが、瀕死の状態で敬介をXライダーに改造。術後、息絶えるが自らの全人格を海底基地・神ステーションに記憶。遺体のほうは、ステーション内のカプセルに収められており、敬介に頼んで、海へ射出されたカプセルを爆発させることで人間の身体は水葬された。第2話において、父親に頼る敬介の依存心を断ち切るため、ステーションは自爆。
- 仮面ライダーを作る技術を有していたことについて劇中での説明はないが、プロデューサーの平山亨による最初の企画案では『仮面ライダー』に登場した緑川博士の僚友であるとされ、当時の雑誌設定でも「過去に緑川博士と親交があったから」と記述しているものがある。
- 神ステーションのミニチュアは、後に『イナズマン』第24話の新人類帝国のミサイル基地に流用された。

『S.I.C. HERO SAGA MASKED RIDER V3 & RIDERMAN EDITION -RIDERMAN ANOTHER AFTER-』
「神ステーション」で、プルトンロケットを空中爆破したことで瀕死の状態だった結城丈二を救う。
『S.I.C. HERO SAGA MASKED RIDER X EDITION -ゼウスの息子-』
呪博士や緑川博士との関係が描かれている。

水城 涼子（）
敬介の婚約者で神教授の助手。人間工学という希有な分野を研究するがゆえに学会では孤立しがちな教授の良き理解者である。よく神親子のケンカを仲裁していた。しかし、そんな二人を裏切りGODの一員となる。
その正体はインターポールの秘密調査員で、GODに潜入して捜査を行っていた。その際、サイボーグ手術を受けている。第8話において怪人アトラスの攻撃から子供を庇ったことで正体が露見、GOD総司令によって体内の自爆装置のスイッチを入れられて命を落とす。
- 初期設定では「インターポールの捜査官」という設定は存在せず、神教授がGODの協力を拒絶し続けるため、GODの巧妙な脅迫に屈して、本当に神親子を裏切る予定だった。

水城 霧子（）
涼子の双子の妹。姉とはお互い離ればなれで暮らしていたが、連絡だけは取り合っていた。当初、涼子が彼女の存在を知らせていなかったために敬介を困惑させたが、後に双子であることを敬介に明かす。亡くなる直前、「姉は今でもあなたのフィアンセだから信じてほしい」と敬介に対して必死で話していた。
GODに潜入した姉に代わって、敬介を影からサポートする。敬介が姉のことで苦悩するが、彼に「個人の感情は捨てて皆のXライダーになれ」と言う。第8話で敬介を庇って戦闘工作員の放った矢に当たり、絶命する。
- 衣裳は、後に『イナズマン』第14話ゲストの亜里沙の衣裳に流用された。

立花藤兵衛
第5話より登場。

チコ
第15話から登場。城北大学の女子大生だったが、GODの指令テープを誤って聞いてしまったことから戦いに巻き込まれてしまう。危ういところを敬介に救われ、「COL」のウェイトレスになる。好奇心旺盛な健啖家だが、ドジで執拗に迫ってくる怪人の魔の手に落ちたり、たびたび危機に陥る。マコとは同居している。ストレートロングヘアーでスレンダーな体格の持ち主。

マコ
第15話から登場したチコの親友。いつもチコと共に行動しており、「COL」でも一緒に働いている。藤兵衛やチコと共に人質になることが多い。一度も風邪を引いたことがないのが自慢らしい。健啖家。心配性なチコとは違い、「そうなったらそうなったで諦めなさい」などと、やや物事をとらえるのが楽観的なところがある。

歴代仮面ライダー
風見志郎 / 仮面ライダーV3が第27話・第28話・第33話・第34話に、一文字隼人 / 仮面ライダー2号が第33話・第34話にそれぞれ登場。
映画『五人ライダー対キングダーク』では仮面ライダー1号とライダーマンも登場する。
Xを含め五人ライダーと称される。

## 仮面ライダーX
神敬介が変身した姿で、「Xライダー」とも通称される。「仮面ライダーX」の名は父・神教授から与えられた。身体はX文字を模った「耐圧ラング」で覆われ、深海1万メートルの環境でも活動可能である。本来は「深海開発用の改造人間」としての目的で設計されていた。動力は太陽エネルギーと風力エネルギー。
アクションでは、器械体操と剣劇の要素を取り入れ、メカニック性を表現している。
デザイン・造型
デザインモチーフは諸説あるが、企画書には「イメージはこれまでと同じバッタです」と明言されており、原点回帰を意識したバッタモチーフのデザインが描かれた。そのほかカミキリムシ、クワガタムシ、トンボ、カタツムリなどもモチーフに検討されていた。
しかし実際のマスクの造型に際しては特定の生物をモチーフとしておらず、「メカニック仮面ライダー」というコンセプトに基づき、仮面ライダー1号の頭部を元にして粘土原型が作られた。シルバーの部分はドクロを模しているとされる。マスク原型はライダーマンに引き続きエキスプロダクションの久保田紀巧が手掛けた。
デザインでは、体色はシルバーでメカニックのイメージを表現し、赤い部位は太陽光をエネルギーとすることのイメージから用いられた。黒字に黄色い線の入ったマフラーの配色は、世界を闇で塗りつぶそうとするGODへの挑戦を意味している。
スーツの色は、初期が水色で以降はグレーと言われるが、初期の水色もかなりグレーがかっている。第1回撮影会でのNG版スーツは、スーツが白、手袋が青、ブーツが赤という配色であった。第2撮影会時のNG版スーツは全身がシルバー調であり、ここでもロボット（メカニック）的な要素を盛り込もうとしていたことが伺われる。しかしシルバーのビニールレザー製のスーツは素材の耐久性に難があったことと、レフ板の光が反射してしまうことから、変更となった。
マスクの覗き穴は下部が直線的なものと曲線的なものの2種類が存在する。スーツアクターを務めた中屋敷哲也は、面がすっきりとした作りであったため演じやすかったと述べている。また、セタップの撮影用に顔半分だけのマスクとパーフェクターが着脱式になっているマスクも制作された。マスクは『仮面ライダー (スカイライダー)』時にコスモプロダクションによって改修され、眼がやや小さくなった。
造形商品という形ではあるが、イベント「石ノ森章太郎 生誕70周年記念 特撮英雄転 仮面ノ世界（マスカーワールド）」限定で買取権が抽選とされたS.I.C.シリーズ「仮面ライダーX（原作Ver.）」で、この全身シルバー版スーツを見ることができる。

### 変身プロセス
第28話でマーキュリー回路がセットされたことに伴い、プロセスも変更された。
前期（第1話 - 28話、劇場版）
1. 一定のポーズおよび「セタップ（Set up）」のかけ声と共に、首から下に専用スーツとベルトが出現する。
2. 続いてベルトの左腰に取り付けられたレッドアイザーを右手に、右腰に取り付けられたパーフェクターを左手に掲げ、レッドアイザーを頭部正面に構える（その際、交差した両腕がXの文字を描く）。
3. レッドアイザーが変化してXマスクが出現し、顔に半分ずつ自動装着される。
4. パーフェクターを口に装着することによって体内メカが起動し変身完了。

変身直後にライドルホイップで「X」の字を描きながら「Xライダー」と名乗る。
変身にその他のアイテムを使う必要があることから、腕を固定された状態や腕を怪我した状態では変身することができない。またセタップによる変身は所要時間に1秒を要したり、パーフェクターをセットしないままではすぐに行動不能になる弱点があり、これらはすがやみつるによるコミカライズ版にて見ることができる。
レッドアイザーの装着の際には、敬介の頭部に脳髄を刺激する針が突き刺さるため激痛を伴う。

後期（第28話 - 35話）
28話以降、レッドアイザー・パーフェクターともに変身前のベルトから撤去されており、変身シーンにはアイテムを掴むパートがない。
一度腰の位置で構えた両手を突き上げ「大変身」と叫びながら身体全体で「X」の字（または「大」の字）を描くように両手を開き、変身ポーズを構えた後にジャンプするとスーツおよびXマスク、パーフェクターが装着されたXライダーへ変身が完了する。
強化前より変身所要時間は短縮されており、アイテムも必要としないためセタップ変身の欠点が解消されている。ただし、タイガーネロ戦のように両手を特殊金属の鎖などで縛られ、ポーズをとれない場合は変身できない。

### Xの能力・装備
カイゾーグとしての能力
1万メートルの深海の水圧に耐えるため、その肉体組織は機械と生身が巧みに融合した特殊な構造と、ガードラングと呼ばれる特殊超合金ハイスチール製のリング状の外骨格を持つ。変身前でも包丁などの刃物では傷一つ付かない強度を誇る。
また、高い自己修復力も備えており、第1話で左脚にネプチューンの槍の直撃を受けて負傷したものの、その程度の傷なら止血を行えば半日で元通りになると水城霧子が語っている。再生アポロガイストに生け捕りにされた際にも、この高い自己修復力でGODの意表をついて脱走することに成功している。
海で活動するために強化肺には酸素をとりこむ酸素供給装置も併せ持っており、水中での活動時間は無制限であり、深海でも活動可能。
最新鋭の潜水艦に搭載されるほとんどの機能が何らかの形で装備されており、その数多くの機能の制御と行動スピードおよび反射神経、思考速度の大幅な強化を目的とした高性能電子頭脳が敬介の脳に直接取り付けられている。そのため従来のライダーに比べて行動速度や反応速度の点で優れている。

Xマスク
ハイシリコン製の銀色の部分で太陽光線をプラズマエネルギーに変える機能がある。劇中使用されなかったが聴覚にソナー機能も付いており海底でも機能するとされている。
マスクの口の部分に装着されているパーフェクターには、風力エネルギーと太陽エネルギーをドッキングさせるエネルギークロス装置が内蔵されている。先述のように、Xとしての能力を発揮するためのキーにもなっている。

スーツ
Xライダーに変身した状態ではアサルトライフルの至近距離からのフルオート射撃を集中されても完全に無効化するほどの防御力を発揮する。
両手袋の指先には高速振動装置が仕込まれている。体側部両脇の赤いライン（レッドトラップ）は魚の側線に相当する水流センサーで、赤いハイスチール製のプロテクター（ガードラング）は装甲板兼水中での深度調節用バラストタンクの機能を持っている。また腹部にはV3やライダーマンのスーツにも見られるメタボライザー＝代謝調節装置（疲労を低減させる）が収められている。
マスク同様銀色の部分で太陽光線をエネルギーに変える機能があり、ライダーショックという特殊能力はこの機能を利用している。
なびかせているXマフラーは余剰エネルギー放出用の安全弁としての役割がある。

脚部
水中での推進用の装備であるエア噴射装置（エア・ジェット）が装備されている。ジャンプ時にこれを併用することで、85メートルの跳躍力を発揮したり、自由落下状態からの再上昇も可能になる。

ベルト
バックル部分はエネルギー源（風力や水力）を取り込むための風車であるが、技術の進歩により過去のライダーではコンバーターラングとエナージコンバーターと分けられていた機能がすべてバックル内に小型化され組み込まれているとされる。
横の赤い矢印状の部分は風車用のラジエーターである。
ベルト中央部にライドルグリップが装備されており、グリップ着脱や特殊能力の使用と連動して回転・停止し、パワーを倍増させるスーパーチャージという機能を持つ。またベルトの両脇サイドバックルには吸着マグネットが装備され、これを足の裏に装着することで垂直の壁を歩行可能。
一部の書籍ではベルトの名称をライドルと記述している。

ライドル
ベルト部分に格納されているグリップ式武装を兼ねたツール。Xのベルト部分でのみ受信できる電波を発する「洋服のボタン程度のサイズの小型発信機」が搭載されているほか、Xによる脳波コントロールが可能である。
グリップ部分にあるL・R・S・Wの各スイッチを操作することによりセル配列が変わり、以下の形態に変化する。
ライドルホイップ
Wボタンで起動。乗馬用の短鞭とフェンシング用の剣を掛け合わせたようなデザインの鞭形態となる。ベルト収納時の形態でもあるため、ライドルを抜き出す際は必ずこの形態になる。設定では磁力の流れる剣となっており、超電気という電気を放電することも可能。
ライドルスティック（ライドルステッキ）
Sボタンで起動。両側に握り部分のある棍杖形態。1.5メートルまで伸びる。もっとも多用された形態で、怪力改造人間ヘラクレスのパワーをもってしても曲げることすらできない2トンもの重量に耐えられる強度を持ち、打撃とともに強烈な電磁波を放つほか防御用にも使われる。重量もかなりのものであるらしく、Xキック使用時などには空中での姿勢変更用の回転軸としても使われ、遠心力を加える。
ライドルロープ
Rボタンで起動。長い金属ロープ形態。グリップの一方をベルトにセットすることで捕縛した敵に高圧電流を流すことができ、30メートルまで伸縮が可能となる。登攀時や鞭としても使用される。第5話で初使用。
ロングポール
Lボタンで起動。形状はライドルスティックと同様だが高飛びの棒ほどの長さに伸びた形態。最大10メートル（5メートル）まで延伸可能で、ジャンプの補助や高所に一気に登る、相手との間合いをとって攻撃するときなどに使われる。第11話で初使用。
ベルトへの収納位置の関係上右腕でしかライドルグリップを引き抜けないため、当時の児童誌には右腕を潰すことがXの攻略法と紹介されていた。他のX攻略法としては「セタップの際の1秒の隙を突く」、「太陽も風も無い場所へ誘い込む」というものがあった。
ライドルは必殺武器として用いられることは少ない。反面後述するようなピンチを跳ね返し攻撃に転ずる際に使用される応用技はいくつも存在する。ライドルホイップやライドルスティックをブレードや棒術のように扱うXライダーと、基本的に何らかの手持ち武器を駆使するGOD怪人の戦いは他のシリーズとは印象の異なる独特の雰囲気を持ち、Xライダーの最大の特徴といえる。企画段階ではライドルアローという矢を放つ飛び道具に変形する案も存在した。
仮面ライダーが武器を使うことを忌避するこだわりの深いファンでも、決め技であるキックへのつなぎとして使われているライドルのことは許容する者が多い。
強化後は最終回のクライマックスで1回使用したのみであるが、本番組終了後の後輩ライダーとの客演時には強化以前通りライドルを多用している。

マーキュリー回路
第28話で風見志郎により体内に装着された回路。新必殺技・真空地獄車を放つ際に必要なマーキュリーパワーを生み出すほか、身体スペックもジャンプ力、耐久力などの全戦闘能力が以前の3倍にアップしている。この回路をセットするためには血液交換が必要だったため、志郎は施術に加えて自身と敬介の血液交換をも行った。
強化後は第27話での再生怪人との戦闘の分析からGOD側が発見したという「弱点」も改善され、苦杯をなめさせられたクモナポレオンの武器も通用しなくなっている。また先述の通り変身プロセスも変更されているが、これも回路の機能によるものとされる。
身体スペックの強化により、以前のライドル使用時以上の戦闘能力を発揮できるようになった。強化後のXライダーは手数の多いパンチ技を多用し、力任せの戦法も目立つようになった。
本放送当時の児童誌には、回路が埋め込まれた場所は胸であるが、それ以外の全身も改造によって手を加えられたと記述されている。

### 技
Xキック
強化前のメイン必殺技。空中で宙に投げたライドルスティックを使って鉄棒の大車輪の要領で回転して加速をつけ、手足を広げたX字の体勢を取ってエネルギーを集積した後、上空からキックを繰り出す。その際、真黒な画面の中央に映し出された金色のX字が回転するという演出がされている。ライドルを使わずそのまま蹴り込むバージョンも存在する。
X二段キック
第10話で使用。マッハアキレス打倒のため、立花藤兵衛との特訓で体得した。放り投げた相手にXキックを見舞い、反転した後もう一度Xキックを見舞う。
回転キック
地面にライドルスティックを突き立て大車輪しながら蹴り込みを入れる。
X必殺キック
第14話で使用。Xキックと同様の技だが、X字の体勢を取らないXキックより2倍の威力を発揮する強化版。アポロガイストに致命傷を与えた。

ライダーハンマーシュート
一本背負いの要領で相手を高く投げ飛ばし、落下時の衝撃で爆砕する。

真空地獄車
第28話から使用。マーキュリー回路の追加による強化後の必殺技。相手に飛び掛って組み付き、回路から供給されるマーキュリーパワーで相手を抱え込んだまま車輪状に大地を高速回転。相手の頭部を何度も叩きつけて戦闘力を失わせると共に、その回転をもエネルギーとして相手を空中高く放り投げ、自らもジャンプしてXキックを放つ。
やや違ったパターンとしてヒルドラキュラ戦での「相手に組み付いてジャンプして空中で高速回転させて相手の戦闘力を失わせ、相手から逆回転して離れた後に地獄車キックを放つ」というものがある。後年のテレビ作品では未使用。
元になった技は同じ東映作品の『柔道一直線』の「地獄車」。
空中地獄車
トカゲバイキング戦で見せた真空地獄車の派生技。マーキュリー回路のパワーを開放して数回月面宙返りを行い、加速した状態からキックを叩き込む。
先の戦闘で敵の片腕を切断してしまい、それによって用いられたためか、使用はこの一回のみである。

ライドル脳天割り（ライドル脳天唐竹割り）
第18話で使用。ライドルスティックを使って鉄棒の大車輪の要領で回転して加速をつけ、そのまま離さずに急降下し相手の脳天を割る。第21話では「ライダー脳天割り」として使用し、再生プロメテスを真っ二つにした。

X斬り（X切り）
ライドルホイップで敵をX字に切り裂く。変身後の名乗りの際にも同様のアクションを見せる。
映画『仮面ライダー大戦』ではX字型の衝撃波を発生させていた。

ライドルアタック
ジャンプした後、急降下してライドルスティックを敵に突き刺す。

ライドル風車
敵の攻撃をライドルスティックの中央部を握ってプロペラ状に高速回転させ、旋風を巻き起こすことで相手に跳ね返す。イカルス戦で「イカルスデススモーク」を返すのに使用した。対ガマゴエモン戦ではライドル風車火炎返しと称して敵の火炎攻撃を跳ね返すために使用。

ライドルバリヤー
ライドルスティックの“打撃時に発する電磁波”を応用したバリヤー。オカルトス戦では相手の超能力まで跳ね返した。

ライダーショック
太陽エネルギーによって全身を発光させ、身体に電気を流し敵からガードする。

電気ショック（エレクトリックパワー）
ライドルホイップに高圧電流を流し、機械を思い通りに操る。ユリシーズの「ユリシーズ冠縛り」から逃れる時に使用。他にも劇中使用されなかったがXライダーの言動からライドロープ状でも使用できることが確認されている。
ライダー電気ショック
第21話で使用した電気ショックの応用技。ライドルホイップで再生ユリシーズを刺した後、抜くと同時に高圧電流を流して同怪人を倒した。

Xパンチ
スタンダードなパンチ技。

Xチョップ
スタンダードなチョップ技

Xライダースーパーファイブキック
劇場版で使用した五人ライダーの連携技。歴代のライダーたちがXを次々投げ飛ばして加速をつけて威力を増す。コウモリフランケンを撃退した。

ライダーシンドローム
『10号誕生!仮面ライダー全員集合!!』で使用。

### 使用マシン
クルーザー
神啓太郎教授が開発した、カイゾーク用の海底開発用バイク。「白い弾丸」という別称がある。
車体の色は赤と白。動力はXと同じく太陽光線と風力、水力から生み出すプラズマエネルギーによって動く「ターボプロップエンジン」。Xの脳波を受けて遠隔地からの無人走行もでき、陸上だけでなく、海上航行や水中潜航も可能となる。
車体のカウル横に搭載した2基のターボプロペラは潜水時のメインスクリューとして機能するが、陸上ではその大出力によって200メートルのジャンプ力を生む。クルーザージャンプで飛び上がり、空中で旋回するクルーザー大回転が劇中で多用された。また、このプロペラは逆回転させることですさまじい旋風を生み出す武器としても使用可能である。前部にあるスペクトラムビームからはX線や赤外線を照射する。
必殺技はクルーザーに乗って体当たりするクルーザーアタックで、怪人パニックを倒している。
クルーザーには普通のバイクにカムフラージュする能力はないと設定されているが、第16話のように敬介の常用マシンから変形したとしか思えないような描写もあり、あまり徹底されてはいなかったようである。
第33話ではV3も運転している。
制作関連
デザインは玩具化などのマーチャンダイジングが意識されたものである。実車による撮影のほか、ミニチュア特撮も多用された。
企画段階ではプロペラが外れてブーメランのように用いるという案も存在した。当初はサブマリンやサブマシンと呼ばれる潜水艦に酷似したマシンであり、スクリューはその名残である。
第1回撮影会の時点では、プロペラ基部の色などが実際に撮影に使用されたものとは異なっていた。
撮影車両
車両のベースは明確になっておらず、書籍『仮面ライダー画報』ではスズキ・TM250が有力としている。
撮影車両は外装の飾りが多く、走行中に部品が脱落することもしばしばあったという。ボディーはアルミで成形され、プロペラの基部は手洗い用の洗浄液タンクで作られた。撮影の際はプロペラは風力によって回転させていた。敬介の常用マシンは前作『仮面ライダーV3』に登場したライダーマンマシーンを流用している。
『仮面ライダー (スカイライダー)』時に新造されたが、オリジナルより小ぶりになっており、機能性はオリジナルより高かったとされる。

### 他作品での活躍
「小説」や「映画」などのメディアを表す説明がない作品はテレビシリーズ。
昭和仮面ライダーシリーズ
『仮面ライダーストロンガー』
第36話、第39話、特番『全員集合!7人の仮面ライダー!!』に登場。
第36話からヨロイ騎士を追ってスペインから帰国。ライドルスティックを駆使してヨロイ騎士と互角に戦い、合流したアマゾンライダーとの連携でストロンガーを支援した。ヨロイ騎士を遥かに凌駕するジャンプ力をみせつける。「大変身！」と叫んで変身するが、V3同様に変身ポーズの効果音が変更された。第39話ではアマゾンとともに、捕らわれていたV3やライダーマンを地下牢から救出。ストロンガーや1号・2号と合流し、デルザー軍団との最終決戦に臨んだ。
『仮面ライダー (スカイライダー)』
声 - 永江智明（第26-28話）、河原崎洋夫（『8人ライダー対銀河王』）
第26話、第27・28話、第31・32話、劇場版『仮面ライダー 8人ライダーVS銀河王』に登場。単独客演は第31・32話のみ。
第26話ではライダーマンとともに帰国し、ドグガンバに苦戦するスカイライダーを助けた。第27・28話と劇場版では7人ライダー揃って帰国し、スカイライダーを特訓した他、怪人II世部隊と戦った。
第31・32話では学生時代の思い出である村の窮地を救うために帰国した。怪人トリカブトロンの毒矢で負傷した洋を薬草で応急処置するなど、薬学の知識が豊富な一面を見せた。その後、黄金ジャガーと戦っているスカイライダーに代わって自身はトリカブトロンと戦い、「Xキック」で倒した。
第54話ではエジプトから帰国し、他のライダーとともに大首領との最終決戦に臨んだ。素顔で登場したライダーの中で唯一、谷源次郎と面識がない。
『仮面ライダースーパー1』
声 - 曽我部和行
劇場版にのみ登場。ドグマ復讐兵団に囲まれたスーパー1を助けるために登場し、V3やライダーマンとともにキックで怪人を倒した。
『スカイライダー』の第54話で宇宙に散ったが、『スーパー1』の時代に人工衛星を利用して地球に帰還したとされている。
『仮面ライダーZX』『10号誕生!仮面ライダー全員集合!!』

『仮面ライダーBLACK RX』
声 - 桑原たけし（第44話）、岸野一彦（第46話）
第41話から第47話（最終回）に登場。オーストラリアを拠点に南太平洋をクライシス帝国から守っていた。
クライシスの地球侵略を阻止するために帰国。ライドルスティックを駆使して戦い、アリゾナでの特訓時もスカイライダーのスパーリングの相手をした時に使用。ライダー同士ではアマゾンとの連携が多かった。
平成仮面ライダーシリーズ
『仮面ライダーディケイド』
第26話に「Xの世界」の回想として登場。
『劇場版 仮面ライダーディケイド オールライダー対大ショッカー』
声 - 鈴村健一
ライダートーナメントにおいては、小野寺ユウスケが変身する仮面ライダークウガと勝負する。勝敗は描かれていないが、勝ち進んだのはクウガとなっている。
終盤では大ショッカーに苦戦するディケイドを助けるために駆け付ける。また、最終決戦で現れたキングダークを知っているようで驚きを表す。
映画『オーズ・電王・オールライダー レッツゴー仮面ライダー』
一度は歴史から消滅するが、ショッカーに苦戦する1号・2号、電王とNEW電王、オーズを助けるために他のライダーとともに登場。
『仮面ライダー×仮面ライダー フォーゼ&オーズ MOVIE大戦MEGA MAX』
声 - 千葉一伸
レジェンドセブンの1人として登場。『幕開け』ではアマゾンとともに南米C国で財団Xが送り出したマスカレイド・ドーパント軍団と戦い、『風都 暗躍する陰謀』ではコアメダルにされるも、『MOVIE大戦MEGAMAX』でオーズの手によって復活し、ウヴァ（完全体）と戦った。
超バトルDVD『仮面ライダーフォーゼ 超バトルDVD 友情のロケットドリルステイツ』
『フォーゼ&オーズ』の設定を継承した作品。写真のみ登場。
映画『仮面ライダー×仮面ライダー ウィザード&フォーゼ MOVIE大戦アルティメイタム』
『フォーゼ&オーズ』の設定を継承した作品。宇宙ライダー部の部室に写真が登場。
映画『仮面ライダー×スーパー戦隊 スーパーヒーロー大戦』
冒頭でゴーカイレッドと戦い、ゴーカイレッドがゴーカイチェンジしたニンジャレッドに敗れてV3やライダーマン、アマゾンやストロンガーとともに時空の狭間に消された。
だが、終盤で他のライダーやスーパー戦隊とともに復活し、大ショッカーや大ザンギャックと戦った。
映画『仮面ライダー×スーパー戦隊×宇宙刑事 スーパーヒーロー大戦Z』
最終決戦時のみの登場。
映画『平成ライダー対昭和ライダー 仮面ライダー大戦 feat.スーパー戦隊』
昭和ライダー側の中心人物の1人として登場。独自の設定として、日本に帰国後は医師となって海辺の街に診療所を開設し、父の帰りを待つ少女・マリと暮らしている。診療所の近所の定食屋で強盗に遭遇するが、落ち着いた口調で強盗を諭す。その際に乾巧と出会い、ケガを負った患者の治療の手伝いを頼み、治療終了後にその場を去ろうとする巧の迷いを看破し何を迷っているのかと問いかけ、巧が大切な仲間だった草加雅人を失ったことを知ってそんな時は海を見るようにアドバイスを送る。そして、バダンに襲われたマリを生身でバダンの戦闘員から助け、巧が平成ライダーの一人である仮面ライダーファイズと知るとXに変身して戦いを挑む。同作品では、昭和ライダーシリーズの客演時で披露していた「大変身！」ではなく、初期の「セタップ！」が変身ポーズとして用いられている。
バダンとの決戦ではメガ・リバースマシンによって亡霊となって復活した草加に唆され仲間の復活を望む巧を「いつまでも死んだ者にとらわれていては1歩も進めない」と一喝して巧の決意を固めさせ、操真晴人 / 仮面ライダーウィザードとファイズとともに、バダンのメガ・リバースマシンを内部から破壊する。
- プロデューサーの白倉伸一郎は敬介の登場理由について、敬介のキャラクターや速水の考え方が対立以外で平成ライダーと昭和ライダーの共演を描くのにふさわしいとしている。速水が出演できない場合の別案も用意されていたが、当初の予定通りに制作された。

映画『スーパーヒーロー大戦GP 仮面ライダー3号』
歴史改変の影響でショッカーライダーになっており、アマゾンやストロンガーとともに仮面ライダー3号と仮面ライダードライブに襲い掛かるが、勝利にこだわる3号の執拗な攻撃の前に敗北した。
最終決戦では1号・2号が復活したことで洗脳が解け、他のライダーとともにショッカーに立ち向かうが、ライダーロボが放った「歴史改変ビーム」によって消滅してしまった。
ジオラマ小説『S.I.C. HERO SAGA』
「MASKED RIDER X EDITION -ゼウスの息子-」
本作品の後日譚。本作品の第35話で藤兵衛たちに残した置手紙に「神啓介」と書いていた理由が、実はこちらが本名で啓太郎に頼らないために名を「敬介」にしたとされている。
また、「真空地獄車」の応用として海の中で放つ「水中地獄車」という隠し技があると判明した。
「MASKED RIDER DEN-O EDITION -1971年4月3日-」

「MASKED RIDER ZX EDITION -ドラゴンロード-」

## GOD機関
対立している大国同士が水面下で手を握って組織した秘密結社。改造人間を使って、日本全滅を企む。GODはGovernment Of Darkness （闇の政府）の略。シンボルマークは「G」「O」「D」の文字を髑髏風に配したもの。
世界中のあらゆる格闘術・武術・スポーツのチャンピオンクラスを選りすぐった警備課、通信衛星を通して、地球上のいかなる場所とも交信可能な通信課を始め、技術課、人事課、車両課、作戦課、医務局、G.D.、総司令室、アポロガイスト配下のGOD秘密警察、科学開発局などに分かれている。作戦行動に当たる戦闘工作員や怪人により構成されており、組織力ではデストロン以上。声のみのGOD総司令が組織を動かしていた。過去の組織にも見られる規模のアジトも前線基地（GOD秘密警察東京分署など）という形で存在するが、アポロン宮殿、アポロン第2宮殿（第21話）という従来にない、大規模な秘密基地も存在する。構成メンバーは先の水城涼子のような工作員も含め「自爆装置を内蔵したサイボーグ」に改造されている。
当初は総司令やアポロガイストの指示を受けた神話怪人による犯罪・テロ活動を展開していたが、後半は巨大ロボット幹部・キングダークに指揮権が移り、彼が率いる悪人軍団によるRS装置の設計図奪還を展開する。最終作戦ではキングダークが自ら出陣し、日本壊滅を企むも、キングダークの体内に潜入したXライダーにより、操縦者の呪博士を倒され、キングダークも爆発。これによりGODは壊滅した。
呪博士とGODの背後にいたという大国との関係は語られずじまいであり、同じ組織の設定が作品の前半と後半で明らかに変わってしまっている。資料の中にはGODを前期と後期で実質的に別組織とみなし、分けて解説するものもある。
『仮面ライダーストロンガー』最終話にて岩石大首領はGODも影で操っていたと語っている。
- 当初の企画ではアポロガイストの退場後、新幹部ブラックマルスが赴任する予定であったが、アポロガイストの予想外人気で続投し番組の路線変更より未登場に終わっている。

### GOD上層部
GOD総司令
物語前半で、GOD機関を支配する正体不明の怪人物。自身は決して姿を見せず、アポロン神殿の地下深くに潜み、地蔵や人形、ニワトリ型のロボットなど、あらゆる物体にテープレコーダーを仕込み、それによって、配下に指令を送り、その物体は指令を送った直後に爆発・消滅する。キングダークの登場を機にフェードアウトした。
- 初期の台本ではデーモンゼウスやデーモン司令という名称が用いられていた。すがやみつる版『仮面ライダーX』ではデーモンゼウスの名が用いられている。

『S.I.C. HERO SAGA MASKED RIDER X EDITION -ゼウスの息子-』
テレビシリーズでは呪博士との関係性が明確に描かれていなかったが、同作品では呪博士が総司令となった経緯が描かれ、同一の存在と設定されている。

呪博士
GODの支配者でキングダークの操縦者。

アポロガイスト / 再生アポロガイスト
GOD秘密警察・第一室長。

キングダーク
再生アポロガイスト死亡後に着任した2代目大幹部で、GODを新たに再編成した。初登場は第22話（声は第21話）。

### 神話怪人
第1話から第21話まで登場。ギリシア神話・ローマ神話に登場する神や妖精、英雄や怪物などをモチーフとした怪人たち。その姿は彫像を思わせる。
人間体への変身も可能で、GOD総司令からの命令テープによって指令を受け、行動を開始する。特殊能力重視の改造が施され、剣や槍など専用の手持ち武器を持つものが多い。
- デザインはエキスプロの高橋章が担当した[20]。企画段階では神話モチーフのほかに、地名を冠した怪人案も検討されていた[8]。

ネプチューン
第1話、第27話に登場。水中戦を得意とする怪人で、手に持つトライデントや、口から噴く溶解泡が武器。また、奥の手として自身の頭部を爆発させる首爆弾を使える。人間への変身能力も持つ。
神啓太郎をGODに勧誘し、断られた場合は抹殺するよう命じられて行動。啓太郎を手にかけた。Xライダーとの戦いでは一時は優位に立つも、Xキックを受けて体が爆発し、残った頭部は首爆弾でXライダーを道連れにしようとしたが、失敗して自分だけ爆死した。
第27話では、講釈師の田辺千鶴に化け、子供たちに歴代仮面ライダーの嘘の情報を伝えるが、神敬介が連れてきた本物の田辺千鶴と鉢合わせしてしまう。
エンディング映像にも登場している。
- ラフスケッチでは、左腕と頭頂部にあるヒレはなかった。

映画『五人ライダー対キングダーク』
再生怪人軍団の一員として登場。コウモリフランケンの東京カラカラ作戦を補佐する。
すがやみつる版『仮面ライダーX』
『冒険王』1974年3月号掲載の「仮面ライダーX誕生！」では、テレビシリーズ同様に仮面ライダーXの初の対戦相手として戦う。
ゲーム『SDヒーロー総決戦 倒せ!悪の軍団』
ステージ1「ショッカー基地」とステージ5「ショッカー基地」のザコキャラクターとして登場。
パチンコ『仮面ライダーフルスロットル』
闇のXに変身する素体として登場 。

パニック
第2話に登場。手にした笛（パンパイプ）を吹くことで催眠音波を放ち、周囲の人間を狂暴化させる。角の付け根から人間を溶かすロケット弾を撃つ。
八百屋「八百吉」の店主に化けて暗躍し、笛の音で人々を殺し合わせる「一億総殺人鬼計画」を実行し、その罪をフルート吹きのススム少年に被せた。しかしXライダーに全てを見破られて決戦となり、クルーザーアタックを受けると光となって消滅した。
エンディング映像にも登場している。
- 第1話の剱崎ロケの際に撮影された特写では黒い前髪が存在していた。

すがやみつる版『仮面ライダーX』
『冒険王』1974年3月号掲載の「Xライダー誕生」では、ネプチューンを倒した直後に登場し、仮面ライダーXを襲う。
山田ゴロ版『仮面ライダー』
『月刊テレビランド』1979年4月号付録の「仮面ライダーX誕生」では、ラジオゾンデに偽装した毒液仕込みの気球を打ち上げ、毒の雨を降らせて水質汚染を起こそうとした。笛の音でXライダーを頭痛にさせて苦しめるが、クルーザーのエンジン音で笛の音がかき消され、ライドルスティックで貫かれた上に岩場に叩きつけられて塵と化した。

ヘラクレス
第3話、第21話に登場。乗用車を持ち上げるほどの剛腕の持ち主で、剣やトゲ付き棍棒を武器とする。また、人間を溶かす毒蜘蛛を操る。敬介の裏をかいたり、透明化して不意打ちを狙ったりと、頭も切れる。普段は黒い服にサングラスを着用した男性に化ける。
日本と石油協定を結ぶために来日したアダブ王国のキバラ特使を暗殺して石油輸入を妨害し、オイルショックを起こすことが任務。自身を尾行していたインターポール捜査官を殺すところを小夜子に見られたため、彼女の命も狙う。一度はXライダーをも破り、キバラや小夜子母娘を廃車処理場のプレス機で殺そうとしたが、Xライダーに妨害されて失敗。Xキックを受けてなおXライダーに挑むも、力尽きて泡を吹いて絶命、爆発した。
- 書籍によっては、名称をヘラクレスとのみ記載している。

すがやみつる版『仮面ライダーX』
『冒険王』1974年4月号掲載の「兄と敵 二つの顔のヘラクレス！」では、戸来一郎を改造したという設定。オオカミのようなパーカーを着ることで変身する。怪人時の記憶は無い。

メドウサ
第4話、第21話、第27話に登場。
GOD最初の女性怪人。飛行能力を持ち、人間の血を吸うことで数十倍の力を発揮できる。額の目から石化光線や殺人レーザーを放つ。頭からは毒蛇を出し、その蛇で他人に催眠術をかけたり、投擲することで武器となる。人間や蛇に化けることもできる。
小暮誠一郎博士が作り上げた、人間を狂い死にさせる「アルファガス」の製造書類を狙い、誠一郎の娘の冴子を狙ったり、人間「三浦清美」として誠一郎の助手になって彼に接近したりした。さらった小暮親子を囮にしてアジトごとXライダーを爆殺しようとしたが、脱出されて失敗に終わる。Xキックを受けてなお石化光線でXライダーを道連れにしようとしたがかわされてしまい、エネルギー切れを起こして自爆した。
- 書籍『'70年代特撮ヒーロー全集』では、名称をメドゥーサと記載している。

すがやみつる版『仮面ライダーX』
『冒険王』1974年4月号掲載の「兄と敵 二つの顔のヘラクレス！」では、ヘラクレスを改造した科学者という設定。

キクロプス
第5話に登場。「一つ目怪人」の異名を持つ。骨のような棍棒と、目から放つ一つ目レーザーが武器。人間に化ける。
GODが日本を占領した後の奴隷を確保すべく、子供たちを誘拐して冷凍保存する「アルファ作戦」を実行する。ライドルスティックで目を潰され、Xキックを受けて光りながら消滅した。
すがやみつる版『仮面ライダーX』
「冒険王」1974年5月号掲載の長編「飛べ！イカルス」では、アトラスとともに負傷した仮面ライダーXを捜索する。

ミノタウロス
第6話に登場。角が生えた小型の盾を両手に着けており、これを活かした打撃戦を得意とする。また、頭の角の付け根や指からロケット弾を撃つ。
日本に潜伏するゲリラたちに武器を流して内乱を誘発させる「日本列島ズタズタ作戦」を実行しようとした。普段は工事現場の監督に化けて行動していた。最後はXキックを受けて溶解、爆発した。
- 書籍『仮面ライダー怪人大全集』では、ミノタウルスと記述している。

すがやみつる版『仮面ライダーX』
「冒険王」1974年5月号掲載の長編「飛べ！イカルス」では、イカルスに改造する人間を集めるために催眠音波でラビリントスに誘導する。

イカルス
第7話に登場。マッハ2の飛行能力を持つ怪人。口から吐く緑色の毒ガスイカルス・デススモークで敵を溶かし、翼の一部を毟って投げ付けるイカルス・デスウイングで標的を切り裂く。赤いボール型の爆弾も武器。
天才人間の研究を行う大門寺博士をGODに引き入れるため、助手の瀬山一郎に化けて博士に接近し、博士の研究に協力していた子供たちに「白い服を着れば空を飛べる」という催眠術をかけて飛び降り自殺をさせた。そうやって大門寺博士の精神を不安定にさせ、GODに引き入れようとした。最後はXキックを受けた上で太陽めがけて投げ飛ばされ、爆発した。
すがやみつる版『仮面ライダーX』
「冒険王」1974年5月号掲載の長編「飛べ！イカルス」では、イカルスの誕生から敗北までが189ページにわたって描かれている。安倍少年を改造したという設定。
HERO SAGA『MASKED RIDER V3&RIDEMA EDEITION -RIDERMAN ANOTHER AFTER-』
日本へと飛行している途中、とある島に流れ着いた結城丈二 / ライダーマンを目撃し、仮面ライダーXと同じ気配を感じたことで彼に襲い掛かったが、共に日本へ向かっていたキングダークの怒声に止められて、再び日本へと向かっていた。

鉄腕アトラス
第8話に登場。鼻や口から飛ばす毒矢と、鎖付きの鉄球アトラス小地球、大型の鉄球アトラス中地球が武器。必殺技は、中地球を投げ付けるアトラス地球投げと、逆立ちの状態から頭を地面に打ち付けて地震を起こすアトラス大地球（アトラス大地震）。カブトムシ型メカを使って情報収集をする。左肩が弱点。
黒峰山に眠る新エネルギー資源の調査妨害するのが任務で、平時は炭焼き小屋の老人に化けて潜伏し、調査員が来ると殺していた。また、水城姉妹もその手にかけた。最後は涼子から弱点を教わったXライダーのXキックを左肩に受けて爆死。
- 書籍によっては、名称をアトラスとのみ記載している。

すがやみつる版『仮面ライダーX』
「冒険王」1974年5月号掲載の長編「飛べ！イカルス」では、キクロプスとともに負傷した仮面ライダーXを捜索する。

マッハアキレス
第9、10話、第21話、第28話に登場。「グェーッ」と鳴く。踵に仕込んだジェットローラーによってジェット機並みの高速で滑走できるが、そのせいで踵が最大の弱点になっている。配下の戦闘工作員もジェットローラーを装備している。人間に変身できる。
武器は剣と含み針。また、巨大蜂も操る。含み針や蜂の針には「ドリームビールス」が仕込まれており、刺した人間を「人間ロボット」にして操ることが出来る。性格はとても短気で、アポロガイストから「瞬間湯沸かし器」に例えられたほど。
とある村で人間ロボットの実験を行うことと、実験のことを隠すのが任務。村から逃げた少女・ミキを狙い、Xライダーをもアポロガイストとの共同戦線で破る。その後Xライダーが特訓していると聞き、ミキと藤兵衛をビールスで操って人質に取るも、Xライダーに裏をかかれて決戦に突入。X二段キックを受けて瀕死になり、アポロガイストに見限られて射殺された。
- 書籍によっては、名称をアキレスとのみ記載している。

『仮面ライダーSD』
アポロガイストが乗る戦車「アポロチャリオッツ」を引く役目を担う。

プロメテス
第10話、第21話に登場。地中を移動する能力を持つ。背中に背負った爆弾プロメテス・ナパームを投げ付けて標的を爆砕し、プロメテス・ナパームを複数同時に投げつける連続ナパームという技を持つ。口からは炎を吐く。
戦闘工作員養成所の所長を務めていた経歴を買われ、マッハアキレスが遺した人間ロボットたちを破壊工作員として教育する任務を与えられる。アポロガイストから実験場の村から引き上げるよう命じられるが、彼への反感から命令に背いてXライダーを迎え撃って拘束する。しかしそれはXライダーの計略であり、村を留守にした隙に人間ロボットたちを元に戻された。Xライダーとの決戦で不利になったために地中へ逃げようとしたが、地面を貫いてのXキックを受けて爆死。

ヒュドラー
第11話に登場。トカゲを操る能力を持ち、相手に投げ付けて怯んだ隙に口から吐く溶解液を浴びせたり、トカゲに接触している物体もろとも瞬間移動させたりできる。
首を切断されても元通りにくっつく再生能力と、体を青い液体に変える能力を持つ。武器は青龍刀と、敵を締め上げる大蛇。
トカゲを使ったり、現金輸送車を襲ったりして貨幣を町から消し去り、社会経済を乱す「東京経済攪乱作戦」の実行が任務。その一部始終を見ていたサトル少年の命を狙った。最後は胴体にXキックを食らい、液化して爆発した。

キマイラ
第12話、第27話に登場。口から吐く1万℃の火炎と、頭から生えた鋭い角を使った突撃を戦力とする。人間に化ける。
超心理学の権威・河村博士をGOD機関に招き入れようとする。Xキックを受け、爆死する。
- オープニングではキマイラーと書かれている。資料によってはこちらに準じている。

ユリシーズ
第13話、第21話に登場。予言者「ゴッドラダムス」に化け、自作自演の不吉な予言で都民を混乱させようとした。武器は弓矢と剣、そして右肩にあるヘビから吐き出す溶解ガスユリシーズ殺人スモッグ。頭の月桂冠を投げて敵の頭に引っ掛け、そのまま締め上げるユリシーズ冠縛りが必殺技。
- マスクは前澤範が25歳くらいの時に作ったライフマスクの型から作製したもの。

山田ゴロ版『仮面ライダー』
『月刊テレビランド』1979年4月号付録の「仮面ライダーX誕生」では、毒の雨で水を飲めなくなった人々の前に老婆の姿で現れ、毒を飲ませようとした。Xライダーによって計画を暴かれると正体を現して剣で斬りかかるも、ライドルスティックで剣を折られ、Xパンチで首を刎ねられた。パニックと共にアポロガイストに賃上げを要求するコミカルなシーンもあった。

死神クロノス
第15、16話、第21話に登場。手に持つ大鎌が武器で、その刃に炎を纏わせて斬り裂くクロノス地獄鎌を必殺技とする。普段は不気味な老人に化ける。
アポロガイストを再生するため、宮本博士を連行するがそれはXの変装であり、最期は首をはねられて爆死する。
- 書籍によっては、名称をクロノスとのみ記載している。

ケルベロス
第16話、第21話に登場。体内に5万ボルトの電流を蓄えており、触れるもの全てを感電させる。また、全身から炎を噴き出す。
敬介がアポロン宮殿に閉じ込められている隙に、体内電気を東京中の家庭に流して大火災を起こす「ファイヤー作戦」を実行するのが任務。Xキックを防ぐが、ロングポールによって川に落とされたことでショートし、自爆する。

アルセイデス
第17話に登場。口から吐く緑色のガスで人間を木に変えて操るが、心まで変えることはできない。蔓の鞭と剣が武器。
ヒョウタン山で実験をしていたが、実験に失敗し、駆けつけたXのライドル脳天割りを受けて爆死。

キャッティウス
第18話に登場した猫型改造人間。両手の爪に「化け猫ビールス」を仕込んでおり、引っ掻いた人間を猫人間に変えてしまう。肩に装備された猫の手型爆弾キャットシュートを投げつける。人間に化けられる。
人々を猫人間にする「人間化け猫作戦」を遂行しようとする。沢田隆の上司に化け、彼に化け猫ビールスの培養とそのワクチンの製造を指示させていた。Xキックを受け、爆死する。

オカルトス
第19話に登場した幽霊型改造人間で、「幽霊怪人」の異名を持つ。「グェーッ」と鳴く。死体を操ったり、フォログラフィーを投影することで幽霊騒ぎを起こした。瞬間移動も可能。相手を金縛り状態にする超能力オカルトスが得意技。普段は不気味な男に化け、立体映像で作り出した「ゆうれい館」に潜伏していた。
自身の能力で社会を混乱させる「GOD幽霊作戦」の実行が任務で、度重なるXライダーの妨害に遭っても任務遂行を優先した。決戦では超能力オカルトスをライドルバリヤーで跳ね返されて自分が動けなくなり、そこにXキックを受けて泡を吹いて死亡。その泡から火の玉が浮かび上がり、どこかへと消えていった。

サラマンドラ
第20話、第28話に登場した最後の神話怪人。
日本中を蛇人間で埋め尽くすのが使命で自分の血液を人間に注入して蛇人間に変えていた。指から噴射する石化泡や、球状に変形しての体当たりが戦力。大蛇などの爬虫類を操る。鏡を見ると怯むのが弱点。爬虫類館を管理する老女に化ける。
Xライダーとの戦いでは鏡を見たことで劣勢に立たされ、Xキックを受け、白骨化する。

### GOD悪人軍団
キングダークによる組織の新編成に当たり創設された怪人部隊。作中の歴史上に実在した独裁者や凶悪犯罪者、英雄、怪物の遺体を発掘し、それに動植物や昆虫、水棲動物の能力を植え付けて怪人化させたもの。
RS装置を巡って仮面ライダーXと戦いを繰り広げた。
- デザインは劇場版のコウモリフランケンのみ高橋章が担当し、テレビシリーズでは原作者の石森章太郎が担当した[20]。

ジンギスカンコンドル
悪人軍団の一番手。第22話に登場。飛行能力を有する。手に持つ槍と、ミサイルやミニコンドル、口から吐くロケット弾や高熱火炎ジンギスカンファイヤーが戦力。また、両腕からは触れたものを燃やす血の霧を噴き出す。
病院の院長に化け、患者を吸血鬼ビールスで吸血鬼化させる「吸血鬼作戦」を行うのが任務。

ガマゴエモン
第22、23話に登場。伊賀流忍法の使い手で、配下の戦闘工作員共々、木遁の術で姿を消す。変装も得意。斧の刃が複数付いた槍が武器。頭から分泌するガマ油で敵の攻撃を滑らせて受け流す。手から炎を放射する火炎ガマ油と、投げ技ゴエモン投げが必殺技。
南原博士の娘・リエを拉致しようとするが、Xに阻止され、南原の持っていたRS装置のミニモデルを奪おうとするも、それも壊され、Xキックを受けて爆死する。
- 悪人軍団紹介の撮影会では、左手は水かきのついた柏手状になっていた。また使用する武器もサソリジェロニモのものと入れ替わっていた。

山田ゴロ版『仮面ライダー』
『月刊テレビランド』1979年6月号掲載の「キングダーク登場!!」では、GODの基地からRS装置の設計図を持ち逃げした津島技師を追跡・殺害し、設計図を託された津島の息子・くにひこも狙った。手に持つ斧と、口から噴く溶解液が武器。最期はくにひこが差し出した設計図に気を取られたところへライドルスティックを投げつけられ、頭部を貫かれた。

サソリジェロニモ
第22 - 24話に登場。手にしたトマホークを投げて敵を斬り裂く。また、左手のハサミも武器。大サソリに変身したり、盗聴器を仕込んだメカサソリを使ったりして諜報活動を行う。戦闘工作員だけでなく、インディアン風の部隊も率いる。
2枚目のRS装置の設計図の入手が使命で、南原博士を殺害し、彼が隠した丹沢山中で設計図を入手する。そして、Xの持つ1枚目も入手しようとするが、Xキックを受けて爆死する。
- 悪人軍団紹介の撮影会では、武器がガマゴエモンのものと入れ替わっていた。

カブト虫ルパン
第22、24、25話に登場。偵察用のメカカブトムシや探知能力を持つ左目のモノクルを活かした諜報活動が得意。フェンシングの達人でもあり、刺した標的を爆発させるサーベルが武器。頭のシルクハットは、切れ味鋭い鍔を持つギロチンハット。一部シーンでは右手がハサミ状になっている。
Xの隙を突き、RS装置の設計図の2枚目を奪取し、堂本博士の友人のタカシとノリオの背中に転写されていた3枚目の設計図を撮影するが、その写真をXに奪われた後、Xキックを受けた後にギロチンハットで首を切断され、爆死する。
山田ゴロ版『仮面ライダー』
『月刊テレビランド』1979年6月号掲載の「キングダーク登場!!」では、GODの基地から持ち出されたRS装置の設計図を回収し、RS装置が完成するまでの時間稼ぎを任された。爆発するカブトムシと透明化能力でXライダーと戦うが、居場所を見破ったXライダーが投げたライドルスティックで腹を貫かれて絶命。

ヒトデヒットラー
第25、26話に登場。自称「地獄の独裁者」。目的のためなら手段を選ばない冷血漢。
ステッキからのロケット弾ヒトデロケットや電気ショックを与える電気ヒトデを武器とし、相手を水中に引きずり込む渦巻地獄を得意とする。巨大なヒトデ型の飛行形態や、小型ヒトデの群れに変身することも可能。ナチス軍人風の戦闘工作員ヒトデヒットラー親衛隊を引き連れており、彼らからは「総統」と呼ばれている。
RS装置の設計図の3枚目を持つ江川夫妻を襲撃し、設計図を収めた腕輪を奪取。Xキックを受けると腕輪もろとも自爆しようとするも、Xライダーに腕輪を奪われて爆死した。
- 『僕たちの「仮面ライダー」怪人ランキング』によると、「あまりにも強烈すぎるインパクトで、海外のファンからも知られている」とされている。

クモナポレオン
第28話に登場。女性に対しては紳士的な態度を取るが、その優しさはうわべだけのもの。ナポレオンの絵を通して移動できる。吸血蜘蛛や毒蜘蛛を操り、手に持つサーベルで敵に斬りかかる。右手から放つ糸はエネルギーを吸収する性質を持っており、これを蜘蛛の巣状に展開して敵に被せる蜘蛛の巣ジャングルで一度はXライダーを倒した。
Xを救出したV3を蜘蛛の巣ジャングルで追い詰めるが、強化改造でパワーアップしたXの真空地獄車を受け、敗北。

カメレオンファントマ
第29話に登場。「ガーッ」と鳴く。他人に化ける能力や保護色、瞬間移動能力を持つ。ただし、変装していても鏡には本来の姿が映り、保護色を使っている時は攻撃に転じることができない。感情が高ぶると、頭が赤く変色する。武器は長く伸びる舌。劣勢になると部下を身代わりに使う卑劣漢。
バレリーナの菊池明子が持っているRS装置の設計図の一部を狙った。にせXライダーに化けたりして本物のXライダーに対抗するも、戦闘力の差は大きく、最後は真空地獄車を受けて爆死。
にせXライダー
カメレオンファントマが変身した姿。姿は本物のXライダーと完全に瓜二つだが、能力まではコピーできなかった。

ヒルドラキュラ
第30話に登場した、ドラキュラの孫を名乗る怪人。長く伸びる舌が武器。声は男だが、占い師の老婆に化けたり、「男共に引けは取らぬ」と言ったりするなど、女性的な面がある。
血吸い蛭を操って人間の血を吸わせ、吸血鬼に変えてしまう。吸血鬼は他の人間を吸血し、ネズミ算的に仲間を増やす。蛭には人体を溶かす能力もある。蛭の弱点は塩を浴びると溶けることで、吸血鬼も塩を浴びると元の人間に戻る。
怪我したチコが入院した病院に張り込んで看護婦や患者たちを吸血鬼化させ、それを収めるのと引き換えにRS装置の設計図を渡すよう敬介を脅迫し、設計図を受け取ると約束を反故にして敬介を底無し沼に落とすが、設計図は偽物だった。Xライダーとの決戦では舌を引きちぎられ、真空地獄車からの地獄車キックを受けて爆死。

トカゲバイキング
第31話に登場。手に持つ斧と盾を武器とするほか、口から吐く緑色のガスで人間をトカゲのような姿に変える。また、自身もトカゲに化ける能力や、人形を操って動かす能力を持つ。キングダークからの評価は、あまり高くなかったようである。
設計図が隠された人形を拾った少女・ユキを襲うが、Xライダーに奪われた斧で右腕を切断され、最期は空中地獄車を受けて爆死。

アリカポネ
第32話に登場。自称「女性には優しい紳士」だが、実際には粗暴で冷酷。人間に大きな催眠蟻を取り憑かせて操る。地中を移動できる。武器は葉巻型のパイプから放つ毒の付いた吹き矢と、ステッキの仕込み刀。
野田幸子の持つRS装置の設計図を奪うがXに取り返され、真空地獄車を受けて爆死。
『仮面ライダーストロンガー』
第17話でタイタンの葬儀に参加していた。戦闘シーンなどはない。

ムカデヨウキヒ
第33話に登場。扇に仕込んだダーツ、ヌンチャク、空中から敵に襲い掛かるカラス爆弾を武器とする。全身に生えた足は爆弾となり、噛み付いた人間を数秒で死に至らしめる猛毒の仕込まれた牙を持つ。配下の拳法戦闘工作員もヌンチャクを操る。

タイガーネロ
第34話に登場。手にしたグラディウスを武器とするエース怪人で、高速回転して竜巻に身を包むタイガー竜巻地獄が必殺技。催眠術や瞬間移動も使いこなす。
配下の戦闘工作員は草の冠を被っている。

サソリジェロニモJr.
第35話（最終話）に登場した最後のGOD怪人で、上記のサソリジェロニモの息子。父親とは羽根飾りや頭部の色が異なる他、胸に「JR」と書いてある。
父親よりも強化されており、槍を武器とする。また、Xライダーと互角のオートバイテクニックを身につけており、戦闘工作員で構成されたオートバイ部隊を率いる。サソリを操る。
Xが持つ最後のRS装置の設計図の入手が使命で、藤兵衛たちを人質とすることで設計図を入手するが、キングダークの体内で呪博士共々ライドルホイップで貫かれ、キングダークの爆発に巻き込まれて死亡する。

### 戦闘員
GOD戦闘工作員
総司令や怪人の命令を遂行する戦闘員。ベレー帽と黒い覆面、ゴーグルを付け、黒い服に赤いマントを纏っている。普通の人間を強化改造したもので、15話でアポロン宮殿に潜入したXライダーと対峙したあらゆる格闘技のエキスパートである上記警務課所属の戦闘工作員GODの勇士たちは、ゴーグルを着用しておらず、覆面の穴から人間としての目が現れており、代わりに道着やボクシングパンツ、グローブ・ヘッドギアを着用していた。
戦闘以外にも、暗殺やスパイ活動など、あらゆる任務を確実に遂行し、どんな武器も使いこなす。主に剣と黄色の槍、他に銃、機関銃、弓矢を使用。銃は特別に強化されたものでなく通常のものであるらしく、仮面ライダーXには通用しないことが作中で描写された。
覆面などを身につけない普通の姿でいる際は、上下の背広にネクタイ、ソフト帽に手袋（すべて黒）という格好で、拳銃を携帯している。
悪人軍団の配下の工作員は上司の怪人たちに合わせた、コスチュームを着ていることがある。ヒトデヒットラー配下の工作員はドイツ軍の軍服を着て、機関銃を装備。ムカデヨウキヒの配下はカンフー服にヌンチャクや赤い槍で武装。タイガーネロの配下は頭に月桂冠を載せ貫頭衣を着ていた。サソリジェロニモJr.の配下はベレー帽の代わりに、羽を着けていた。また、サソリジェロニモは通常の工作員とは別に、手下のインディアン工作員を引き連れていた。
アポロン宮殿の警備にはGP（GODポリス）というヘルメットを被り緑の腕章をつけた、特別な戦闘工作員のアポロガイストの親衛隊が就いており、命令を下す隊長も存在する。
- 放送前の第1回撮影会ではNGとなった衣裳で登場していたが、朝日ソノラマでは同回の写真が使用禁止としたまま行方不明となったため詳細は明らかになっていない。

### GODの科学者
青田（）
第14話に登場。古代ギリシャの伝説の虫「くるい虫」を甦らせた科学者。アポロガイストに実験台にされ、狂乱した精神状態となり、人々を襲う。最後は、アポロガイストのアポロショットで撃たれ、救急車ごと焼き殺された。

宮本 大悟（）
第15・16・21話に登場。城北大学の電子物理学教授で、GOD日本特務員。コードNo.606。川上博士とともに、GOD総司令からアポロン宮殿に招かれ、アポロガイストの強化改造手術では機械部分を担当し、再生アポロガイストとして復活させた。
第21話では、寿命がわずかの再生アポロガイストに、Xライダーのパーフェクターが必要と話した直後、アポロマグナムで射殺された。遺体は敬介への伝言として利用され、爆発した。

川上（）
第15・16話に登場。病院の外科医。宮本博士とともに、GOD総司令からアポロン宮殿に招かれ、アポロガイストの強化改造手術では生体部分を担当し、再生アポロガイストとして復活させた。甦ったアポロガイストが捕虜とした敬介を取り逃がしてしまい、その直後に、1人の戦闘員とともにアポロマグナムに装着された剣で串刺しにされて死亡。

南原 光一（）
第23話に登場。GOD科学開発局局長。RS装置の設計図を9つに破り、様々な科学者たちに託した。サソリジェロニモに殺害されるが、死の直前に設計図の一部が入ったペンダントを、敬介に託す。リエという一人娘がいる。

## キャスト
主演の速水亮は、阿部征司と平山亨が数人の候補者に声をかけて回る中で抜擢された。芸名も本作品の出演を契機に決まったものであり、姓の「速水」は音楽担当の菊池俊輔が付け、名の「亮」は当時のテレビ部部長・渡邊亮徳から1字もらったものである。仮面ライダー役の俳優は藤岡弘・佐々木剛・宮内洋・山口暁と1文字の名前が続いており、その流れに沿って決められたという。
序盤のヒロインを演じた美山尚子は、番組の路線変更によって第8話で退場した。後に美山は速水と結婚したが、速水によると共演中はお互いに恋愛意識はなく、降板した美山をかわいそうに思った速水が励まそうとしたのが交際のきっかけである。平山によると、美山の演技力不足が降板の理由の一つと指摘することが誰もできずにいる中で、速水が「女優に向いていない」と直言し、美山はかえって感激していたという。
神啓太郎役の田崎潤は大物俳優で、30分番組に出演しないとスタッフが大騒ぎするほどだった。啓太郎の意識を移植した神ステーションが第2話で自爆するが、準備稿の段階では自爆する描写はなく、田崎の処遇の問題があったからではないかと長坂秀佳は述べている。
アポロガイスト役の打田康比古は、速水と年齢が同じこともあって意気投合し、2人は番組終了後も続く親交を重ねた。
第12話のゲスト・関口淳は、当時スプーン曲げで知られた「超能力少年」である。予告に関口とXのシーンがあるが、実際の劇中では使用されていない。
クレジットされていないが、第15話以降で立花藤兵衛役の小林昭二が演出を行った回があったと速水が証言している。

### レギュラー
- 神敬介 / 仮面ライダーX - 速水亮
- 水城涼子[注釈 5]、霧子 - 美山尚子（2役 / 1 - 8）
- 立花藤兵衛 - 小林昭二（5 - 35）
- チコ - 小坂チサ子（15 - 35）
- マコ - 早田みゆき（15 - 35）
- アポロガイスト - 打田康比古 （9 - 14,16 - 21[注釈 42]）

### 声の出演
- ゴッド総司令 - 阪脩（1 - 20）
- キングダーク（21 - 35） / 呪博士（35） - 和田文夫
- ナレーター - 中江真司

### 主なゲスト出演者
※参考文献：『仮面ライダー大図鑑(4)』（バンダイ・1992年）、『仮面ライダーX・アマゾン・ストロンガー大全』
- 神啓太郎[注釈 43] - 田崎潤[注釈 44] (1, 2)
- ススム[注釈 43] - 小松陽太郎 (2)
- キバラ特使 - 山岡徹也 (3)
- ダボス - 北条清 (3)
- 小夜子 - 白取雅子 (3)
- 木暮誠一郎 - 守田比呂也 (4)
- 木暮冴子 - 斉藤浩子 (4)
- 木村サチコ - 高安真弓 (6)
- 大門寺博士 - 小笠原弘 (7)
- 大門寺冬子 - 遠藤薫 (7)
- 大門寺あや子 - 蓮見里美 (7)
- 中条教授 - 北原義郎 (8)
- 中条健吾 - 岩本幸雄 (8)
- 倉田 - 清水幹生 (8)
- ミキ - 下野輝美 (9, 10)
- ミキの母 - 安藤純子 (9, 10)
- 河村博士 - 綾川香 (12)
- 河村恵子 - 吉本由美子 (12)
- 恵子の母 - 浜田ゆう子 (12)
- 関口淳 - 関口淳 (12)
- 植松教授 - 守屋俊志 (13)
- 青田博士 - 奥野匡 (14)
- 川上博士 - 三島耕 (15, 16)
- 宮本大悟博士 - 灰地順 (15, 16, 21)
- タケシ - 大慶太 (17)
- タケシの姉 - 桑田みどり (17)
- タケシの両親 - 南川直、新草恵子 (17)
- 沢田隆 - 三上剛 (18)
- 沢田カオリ - 尾崎ますみ (18)
- カオリの母 - 中真千子 (18)
- アベック - 山下則夫（達也）、八代順子（弓子） (19)
- 本田タカシ - 梅地徳彦 (20)
- タカシの兄 - 瀬戸山功 (20)
- 早苗 - 清水めぐみ (22)
- 静夫 - 島田茂 (22)
- 南原光一博士 - 伊藤久哉 (23)
- 南原リエ - 名川忍 (23)
- 矢沢正一 - 高橋仁 (24)
- 矢沢圭子 - 今井美佐子 (24)
- 堂本博士 - 佐々木孝丸 (25)
- タカシ - 工藤智彰 (25)
- ノリオ - 五島義秀 (25)
- 江川孝夫博士・身代わりの男性 - 中井啓輔（2役）(26)
- 江川知子・身代わりの女性 - 真木沙織（2役）(26)
- 風見志郎 / 仮面ライダーV3 - 宮内洋 (27, 28, 33, 34)
- 田辺千鶴 - 梅津栄 (27)
- 野中至 - 岩渕英二 (28)
- 菊地明子 - 島田幸子 (29)
- 看護婦・くに子 - 大森不二香 (30)
- ユキ - 木島慶子 (31)
- ユキの両親 - 柳沢紀男、安藤純子 (31)
- 野田幸子 - 森秋子 (32)
- 野田博 - 山本廉 (32)
- 野田七恵 - 山村志津子 (32)
- 一文字隼人 / 仮面ライダー2号 - 佐々木剛 (33, 34)
- 雨宮博士 - 城所守 (34)

### スーツアクター
- 仮面ライダーX[出典 11]、仮面ライダーV3（28）[3] - 中屋敷鉄也
- 仮面ライダーX[出典 12]、アポロガイスト[132][30]、怪人（一部）[132]、戦闘員[132] - 新堀和男
- 仮面ライダーX（トランポリン）[136][3] - 佐藤巧
- 仮面ライダーX（バイクスタント）[137] - 荻前広信
- アポロガイスト[95][3] - 中村文弥
- 仮面ライダーX（代役）[3]、怪人[注釈 45] - 岡田勝
- 怪人[注釈 46] - 池田力也
- 怪人[132][30] - 河原崎洋夫

## スタッフ
企画段階から、ライダーファンの成長にあわせたアダルト志向のドラマも視野に入れた新しい路線が打ち出され、脚本家には前2作品でメインライターだった伊上勝らに加え、新たに『人造人間キカイダー』と『キカイダー01』で実績を残した長坂秀佳が起用された。長坂は第1・2話のほかに第7・8話を執筆しただけで降板してしまうが、その理由について大阪の毎日放送との電話回線を通じた打ち合わせで、互いの顔が見えないため発展的な論戦ができずに険悪な雰囲気になったことを挙げ、態度が悪いとみなされて降ろされたのではないかと語っている。
『仮面ライダー』から怪人デザインを担当した高橋章は、マンネリ化を避けるため劇場版のコウモリフランケンを最後に担当を外れ、テレビシリーズの悪人怪人からは原作者の石森章太郎が手掛けた。
- 原作 - 石森章太郎
- 連載 - たのしい幼稚園、テレビマガジン、冒険王、テレビランド
- 脚本 - 長坂秀佳、伊上勝、鈴木生朗、村山庄三、島田真之、平山公夫、中瀬当一
- 企画 - 平山亨、阿部征司
- 音楽 - 菊池俊輔
- 撮影 - 川崎龍治（プロダクションショット[注釈 47]）
- 照明 - 太田耕治（プロダクションショット[注釈 48]）、安藤真之助、竹山隆
- 美術 - 島田定信（エキスプロダクション）
- キャラクター制作 - エキスプロダクション
- 仕上制作 - 映広音響
- 録音 - 太田克己
- 編集 - 菅野順吉
- 効果 - 協立効果
- 記録 - 紀志一子
- 助監督 - 高橋正治、福島孔道、梅田味伸、前川洋之、平山公夫
- 進行主任 - 大里俊博、伊藤隆造、古市勝嗣
- 技斗 - 高橋一俊
- メークアップ - 小山英夫
- 装置 - 阿部幸夫(5 - 35)
- 制作担当 - 佐久間正光
- 衣裳 - 東京衣裳
- トランポリン - 佐藤巧（大野剣友会）
- オートバイ協力 - スズキ自動車
- 協力 - よみうりランド(4)、多摩スポーツセンター(15)、高田爬虫類研究所・高田栄一・石和小松遊覧農場(20)
- 現像 - 東映化学
- 監督 - 折田至、内田一作、田口勝彦、山田稔
- 制作 - 毎日放送、東映

## 音楽

### 主題歌

#### オープニングテーマ
「セタップ! 仮面ライダーX」
- 作詞 - 石森章太郎 / 作曲・編曲 - 菊池俊輔 / 歌 - 水木一郎 SCS-224

石森により「大変身」を歌詞に盛り込んだ新主題歌用と思われる歌詞が存在するが、曲としては未制作に終わった。

#### エンディングテーマ
「おれはXカイゾーグ」
- 作詞 - 八手三郎 / 作曲・編曲 - 菊池俊輔 / 歌 - 水木一郎 SCS-224

### 挿入歌
オープニングとエンディング同様、作・編曲はすべて菊池俊輔。シリーズ中、例を見ない音楽制作の早さで既に第2話までに挿入歌「ライダー賛歌」（1号からXまでの歴代ライダーを唄ったもの）、「神敬介の歌」（敬介の父への想いを唄ったもの）のメロディ入りカラオケ（メロオケ）が使用されていた。新ライダー誕生として「ライダー賛歌」は第1話のラスト、「神敬介の歌」は第2話で神ステーションが自爆し父と決別した後のパニックとの戦闘シーンで使用された。エンディングテーマ「おれはXカイゾーグ」のメロオケも制作されたが使用されたのは劇場作品のみである。
クルーザーのテーマ「白い弾丸クルーザー」はシングルレコードにも正副主題歌とともに収録されていた。
本作品のLPレコードには、『仮面ライダーV3』の挿入歌として製作された「ぼくのライダーマン」も収録された。同曲の発表が『仮面ライダーV3』のLPのリリース後だったためである。この影響により、『仮面ライダー』第1作から『仮面ライダーストロンガー』までの初期シリーズのうち、『仮面ライダーX』の歌が一番少ない。
「白い弾丸クルーザー」(4、6)
- 作詞 - 石森章太郎 / 作曲・編曲 - 菊池俊輔 / 歌 - 水木一郎、コロムビアゆりかご会

「Xライダーアクション」(6、18、30)
- 作詞 - 土井信 / 作曲・編曲 - 菊池俊輔 / 歌 - 水木一郎

「突撃仮面ライダーX」(14、31)
- 作詞 - 伊上勝 / 作曲・編曲 - 菊池俊輔 / 歌 - 子門真人

「ライダー賛歌」(27、33)
- 作詞 - 鈴木生朗 / 作曲・編曲 - 菊池俊輔 / 歌 - 子門真人

「神敬介の歌」
- 作詞 - 長坂秀佳 / 作曲・編曲 - 菊池俊輔 / 歌 - 水木一郎

「Xメカの歌」
- 作詞 - 中瀬当一 / 作曲・編曲 - 菊池俊輔 / 歌 - 水木一郎、コロムビアゆりかご会

「Xライダーぼくらの仲間」
- 作詞 - 赤井圭 / 作曲・編曲 - 菊池俊輔 / 歌 - コロムビアゆりかご会

作詞の赤井圭は、石森プロマネージャーの加藤昇の変名である。
「Xライダーしりとり歌」
- 作詞 - 石山淳 / 作曲・編曲 - 菊池俊輔 / 歌 - 水木一郎

「ゴッドのマーチ」
- 作詞 - 能見佐雄 / 作曲・編曲 - 菊池俊輔 / 歌 - こおろぎ'73

また本作品の劇中で、前作の主題歌のテスト版（水木一郎バージョンおよび宮内洋ソロ・バージョン）の「戦え！仮面ライダーV3」が初めて使用された。

## 制作

### 企画の経緯
前作『仮面ライダーV3』で仮面ライダーシリーズの人気は頂点に達したが、1972年12月に放送開始した『マジンガーZ』の人気が上昇したことで「変身ブーム」は陰りを見せ、「ロボットアニメブーム」に取って代わられようとしていた。新ライダーを登場させず、前作の第43話から登場したライダーマンを主役にする案も存在したが、新ライダーを登場させることが決定。制作者たちは番組の内容を一新させ、これまでにないメカニカルな要素を取り入れた『仮面ライダーX』の企画が開始した。当初は前2作品との繋がりを完全に絶つことも検討されたが、実際の企画書には立花藤兵衛や歴代ライダーの登場が盛り込まれている。
石ノ森章太郎が手がけたキャラクター原案の中では、「専用ライフルを手に戦うかみきり虫ライダー」というキャラクターが有力候補だったが、ライダーマンに対する当時の児童層の反響が予想外に高かったことと、従来にない新しい仮面ライダー像の構築という意味で変更になり、「武器を持ったライダー」というアイディアのみ本作品に継承された。
沖縄本土返還復帰事業最大のイベントである「沖縄国際海洋博覧会」の開催を1年後に控えている事実も考慮に入れられた結果、深海開発用改造人間＝カイゾーグである仮面ライダー5号、通称「Xライダー」の設定が完成した。
番組タイトル案には、平山亨による『仮面ライダーGO5号（）』『仮面ライダーU5（）』『カイゾーグ5号ライダー』や、石ノ森章太郎のデザイン中の有力候補だった『仮面ライダーVV（）』などがあった。
後年の関連書籍では本作品の正式な企画書は発見されておらず、手書き原稿を印刷製本した「新番組企画案」がこれに相当するものとして扱われている。第1・2話の脚本を担当した長坂秀佳は詳細な打ち合わせはなかったと証言している。

### 内容の変遷
視聴率の向上や児童誌での話題作りなどのために強化策の投入が行われたことで、時期によってその様相を大きく変えている。
第1話 - 第8話
第1・2話の脚本を担当した長坂秀佳は、神敬介が改造人間ゆえに人々から畏怖されるという、従来作にもあったシチュエーションも盛り込みつつ、父と子の絆や謎めいたヒロインの登場を軸とするなど、従来作とは大きく違った切り口が特徴の作品を書き上げている。また、前2作品で主人公たちをサポートした立花藤兵衛も登場するが、初登場は第5話でその出会い自体も1つの重要なドラマとして演出されている。
登場する怪人たちも、ギリシア神話やローマ神話に材を求めた。歴代ライダー怪人を手掛けたエキスプロの高橋章のデザインにより、彫刻を彷彿とさせるような造形が特徴で、従来の動物や機械などをモチーフにしたキャラクターとは一線を画している。
しかし放送前の試写時点で、霧子の退場などの路線変更が内部で決まっていた。放送前の時点で試写を見た毎日放送側などの意見は「ストーリーが大人向けを狙っている」「涼子と霧子を巡る展開がわかりづらい」と言った懸念や疑問であり、その一方で「神話怪人」に対しても「なじみやすさに欠ける」と指摘され、それらの意見はその後の展開において「チコ・マコの登場」「悪人軍団への変更」などといった形で反映されている。
長坂は、前2作を観ていなかったため変えようという意識はなかったとしながらも、「あまりにも変えすぎたから、やっぱり元に戻そうということになったんじゃないか」と推測している。
第9話 - 第21話
第8話のヒロイン退場とともに長坂も降板し、第9話では過去のライダー同様に藤兵衛による特訓シーンが描写されるなど、伊上らを中心にそれまでのシリーズをより意識した展開に移行していった。しかし、本作品の独自性を探る試みも断念されたわけではなく、怪人同様に神話からヒントを得て造形されたシリーズ初の本格的ライバルキャラクター・アポロガイストが登場する。それまでの大幹部とは違った立ち位置の設定が与えられ、ライバルとしての存在感を発揮し、企画段階では第2の幹部怪人に交代する予定であったが、人気が出たために続投した。
また、当時話題となっていたオカルトや超能力を意識した展開も導入されている。
第22話 - 第35話
アポロガイストに代わり、GODの大幹部として巨大ロボット・キングダークが登場する。怪人のデザインコンセプトも、過去作品の怪人により近い「GOD悪人軍団」と称されるものへ変更された。
ストーリー的にも「RS装置」をめぐる争奪戦を中心に展開されているほか、アイテムで変身して武器を駆使して戦うというXライダー最大の特徴が、一敗地にまみれる展開から前作の主人公・仮面ライダーV3こと風見志郎が登場して行われたパワーアップ改造により、一定の変身ポーズで変身して肉弾戦で戦うという、過去作品に近い形へ変更される。
前2作品とのつながりとしては志郎の登場だけではなく、劇場版『五人ライダー対キングダーク』の封切りに合わせて藤兵衛が仮面ライダー1号＝本郷猛からの歴史を語る総集編が放送され、終盤には志郎だけでなく仮面ライダー2号＝一文字隼人も登場するなど、急速にシリーズの一作品として位置づけられていった。
最終回では直前に登場した2号とV3の姿はなく、Xライダーが単独で戦っていた。生田撮影所初代所長・内田有作によると、営業としては5人ライダー集結を示唆したかもしれないが、「最後は孤高のヒーローらしく終わらせないと」という苦悩や葛藤があったためではないかと語っている。秋田書店の『冒険王』の記事でのみ、5人ライダーが集結してキングダークと最後の決戦を繰り広げている。
未制作に終わった第4クールでは、女性が変身する仮面ライダー6号の登場などが構想されていた。

## 放送日程
次回予告の地方版では、神敬介が登場し、次回予告を行うバージョンが存在する。通常版予告が20秒であるのに対し地方版は40秒と長く、第32話まで使用された。
| 放送日   | 放送回 | サブタイトル                          | 登場怪人 ゲスト仮面ライダー | 脚本              | 監督     |
| -------- | ------ | ------------------------------------- | --- | ----------------- | -------- |
| 2月16日  | 1      | X．X．Xライダー誕生!!                 | - ネプチューン（人間態 - 大野剣友会 / 声 - 沢りつお） | 長坂秀佳          | 折田至   |
| 2月23日  | 2      | 走れクルーザー！Xライダー!!           | - パニック（人間態（八百吉） - 佐藤京一 / 声 - 山下啓介） | 長坂秀佳          | 折田至   |
| 3月02日  | 3      | 暗殺毒ぐも作戦!!                      | - ヘラクレス（人間態（サングラスの男） - 浜田晃 / 声 - 沢りつお） | 伊上勝            | 内田一作 |
| 3月09日  | 4      | ゴッド恐怖の影!!                      | - メドウサ（人間態（三浦清美） - 高毬子 / 声 - 松金よね子） | 伊上勝            | 内田一作 |
| 3月16日  | 5      | 一つ目怪人の人さらい作戦！            | - キクロプス（人間態（誘拐魔） - 中田博久 / 声 - 八代駿） | 鈴木生朗          | 田口勝彦 |
| 3月23日  | 6      | 日本列島ズタズタ作戦！                | - 牛男ミノタウロス（人間態（現場監督） - 滝波錦司 / 声 - 西崎章治） | 鈴木生朗          | 田口勝彦 |
| 3月30日  | 7      | 恐怖の天才人間計画！                  | - 鳥人イカルス（人間態（瀬山一郎） - 手塚しげお / 声 - 市川治） | 長坂秀佳          | 折田至   |
| 4月06日  | 8      | 怪!? 小地球・中地球・大地球           | - 鉄腕アトラス（人間態（炭焼きの老人） - 打越正八 / 声 - 沢りつお） | 長坂秀佳          | 折田至   |
| 4月13日  | 9      | Xライダー必殺大特訓                   | - マッハアキレス（人間態（ミキの父） - 三上剛 / 声 - 八代駿） - 火焔プロメテス（声 - 西崎章治）（10話） | 伊上勝            | 内田一作 |
| 4月20日  | 10     | GOD秘密警察！アポロガイスト!!         | - マッハアキレス（人間態（ミキの父） - 三上剛 / 声 - 八代駿） - 火焔プロメテス（声 - 西崎章治）（10話） | 伊上勝            | 内田一作 |
| 4月27日  | 11     | 不死身の水蛇怪人ヒュドラー！          | - ヒュドラー（声 - 辻村真人） | 鈴木生朗          | 折田至   |
| 5月04日  | 12     | 超能力少女をさらえ！                  | - キマイラ（人間態（タクシー運転手） - 影山丈二 / 声 - 西崎章治） | 鈴木生朗          | 折田至   |
| 5月11日  | 13     | ゴッドラダムスの大予言！              | - ユリシーズ（人間態（ゴッドラダムス） - 江見俊太郎 / 声 - 市川治） | 伊上勝            | 内田一作 |
| 5月18日  | 14     | アポロガイスト くるい虫地獄           | | 伊上勝            | 内田一作 |
| 5月25日  | 15     | ゴッド秘密基地！Xライダー潜入す!!     | - 死神クロノス（人間態・声 - 沼田曜一） | 伊上勝            | 折田至   |
| 6月01日  | 16     | 逆襲アポロガイスト！Xライダー危うし!! | - 死神クロノス - ケルベロス（人間態 - 河原崎洋夫 / 声 - 西崎章治） | 伊上勝            | 折田至   |
| 6月08日  | 17     | 恐い！人間が木にされる!!              | - アルセイデス（声 - 八代駿） | 村山庄三          | 山田稔   |
| 6月15日  | 18     | 恐い！ゴッドの化けネコ作戦だ！        | - キャッティウス（人間態（白メイクの男） - 河合絃司 / 声 - 沢りつお） | 鈴木生朗          | 山田稔   |
| 6月22日  | 19     | ゆうれい館で死人がよぶ!!              | - オカルトス（人間態（館の主） - 上田忠好 / 声 - 辻村真人） | 鈴木生朗          | 折田至   |
| 6月29日  | 20     | お化け!? 謎の蛇人間あらわる!!         | - サラマンドラ（人間態（老婆） - 真咲美岐 / 声 - 市川治） | 島田真之          | 折田至   |
| 7月06日  | 21     | アポロガイスト最後の総攻撃!!          | - 再生マッハアキレス（声 - 八代駿） - 再生プロメテス（声 - 西崎章治） - 再生ユリシーズ（声 - 沢りつお） - 再生ヘラクレス（声 - 沢りつお） - 再生死神クロノス（声 - 西崎章治） - 再生ケルベロス（声 - 市川治） - 再生メドウサ（声 - 槐柳二） | 伊上勝            | 内田一作 |
| 7月13日  | 22     | 恐怖の大巨人！キングダーク出現!!      | - ジンギスカンコンドル（人間態（病院長） - 弘松三郎 / 声 - 辻村真人） - ガマゴエモン - サソリジェロニモ - カブト虫ルパン | 伊上勝            | 内田一作 |
| 7月20日  | 23     | キングダーク！悪魔の発明!!            | - ガマゴエモン（人間態（玉井助手） - 池上明治 / 声 - 安原義人） - サソリジェロニモ（声 - 八代駿） | 伊上勝            | 田口勝彦 |
| 7月27日  | 24     | 復しゅう鬼ジェロニモ！音もなく襲う!!  | - サソリジェロニモ（人間態 - 佐野哲也） - カブト虫ルパン（声 - 市川治） | 伊上勝            | 田口勝彦 |
| 8月03日  | 25     | 謎の怪盗カブト虫ルパン!!              | - カブト虫ルパン（声 - 西崎章治） - ヒトデヒットラー（声 - 辻村真人） | 鈴木生朗          | 内田一作 |
| 8月10日  | 26     | 地獄の独裁者ヒトデヒットラー!!        | - ヒトデヒットラー | 鈴木生朗          | 内田一作 |
| 8月17日  | 27     | 特集 5人ライダー勢ぞろい!!            | - 再生ネプチューン（人間態（田辺千鶴） - 梅津栄 / 声 - 西崎章治） - 再生キマイラ（声 - 安原義人） - 再生メドウサ（声 - 槐柳二） - 仮面ライダーV3                                                                                            | 平山公夫 中瀬当一 | 内田一作 |
| 8月24日  | 28     | 見よ！Xライダーの大変身!!             | - クモナポレオン（声 - 沢りつお） - 再生サラマンドラ（声 - 槐柳二） - 再生マッハアキレス（声 - 安原義人） - 仮面ライダーV3 | 村山庄三          | 内田一作 |
| 8月31日  | 29     | 死闘!! Xライダー対Xライダー!!         | - カメレオンファントマ（人間態（安藤局長） - 大東梁佶 / 声 - 八代駿） - にせXライダー | 鈴木生朗          | 田口勝彦 |
| 9月07日  | 30     | 血がほしい― しびと沼のヒル怪人!!      | - ヒルドラキュラ（人間態（占いの老婆） - 桜井とし子 / 声 - 西崎章治） | 鈴木生朗          | 田口勝彦 |
| 9月14日  | 31     | 立て！キングダーク!!                  | - トカゲバイキング（声 - 市川治） | 村山庄三          | 折田至   |
| 9月21日  | 32     | 対決！キングダーク対Xライダー         | - アリカポネ（人間態（紳士風の商人） - 堀勝之祐 / 声 - 山下啓介） | 伊上勝            | 折田至   |
| 9月28日  | 33     | 恐怖！キングダークの復しゅう!!        | - ムカデヨウキヒ（人間態（ヤン博士の娘） - 田中澄江 / 声 - 瀬能礼子） - 仮面ライダー2号 - 仮面ライダーV3 | 村山庄三          | 内田一作 |
| 10月05日 | 34     | 恐怖の武器が三人ライダーを狙う!!      | - タイガーネロ（声 - 八代駿） - 仮面ライダー2号 - 仮面ライダーV3 | 鈴木生朗          | 内田一作 |
| 10月12日 | 35     | さらばXライダー                       | - サソリジェロニモJr（人間態（老人） - 邦創典 / 声 - 山下啓介） - 呪博士 | 伊上勝            | 折田至   |

## 放送局
- 毎日放送：土曜 19時30分 - 20時
- NETテレビ：土曜 19時30分 - 20時
- 北海道テレビ放送：土曜 19時30分 - 20時
- 青森放送 - 金曜 17時55分 - 18時25分[147]
- 岩手放送：水曜 18時 - 18時30分[148]
- 秋田放送：日曜 18時 - 18時30分[149]
- 山形放送：月曜 17時30分 - 18時[150]
- 東北放送：日曜 9時 - 9時30分[151]
- 福島テレビ：木曜 19時 - 19時30分[152]
- 新潟放送：日曜 10時 - 10時30分[153]
- 北日本放送：火曜 17時20分 - 17時50分[154]
- 石川テレビ：火曜 18時 - 18時30分[154]
- 山梨放送：土曜 18時 - 18時30分[155]
- 長野放送：水曜 18時 - 18時30分[156]
- テレビ静岡：金曜 19時 - 19時30分[157]
- 福井テレビジョン放送：月曜 18時 - 18時30分
- 名古屋テレビ放送：土曜 19時30分 - 20時
- 山陰放送：火曜 18時 - 18時30分
- 岡山放送：土曜 17時 - 17時30分
- 広島ホームテレビ：土曜 19時30分 - 20時
- 山口放送：木曜 18時 - 18時30分
- 四国放送：木曜 18時 - 18時30分
- 瀬戸内海放送：土曜 19時30分 - 20時
- 愛媛放送：火曜 18時 - 18時30分
- 高知放送：土曜 18時 - 18時30分
- 九州朝日放送：土曜 19時30分 - 20時
- 長崎放送：火曜 18時 - 18時30分
- 熊本放送：月曜 18時 - 18時30分
- テレビ大分：日曜 10時 - 10時30分
- 宮崎放送：水曜 18時 - 18時30分
- 南日本放送：月曜 18時 - 18時30分
- 沖縄テレビ放送：火曜 19時30分 - 20時

## 評価
放映開始時は視聴率は稼いだが、それを頂点に数字は下降を続け、4月の時点で関西では19パーセント、関東でも16パーセントと苦戦が顕著となった。制作者たちは様々な番組強化策を講じたが、結局は3クール未満の全35話で終了することとなった。この措置は、在阪のテレビ局にて発生していた「腸捻転」により、TBS系列のテレビ番組が関西においては本来ANN系列であるはずの朝日放送で放送され、一方でテレビ朝日系列の番組が本来JNN系列であるはずの朝日放送で放送される状態になっていたため、毎日放送で制作していた『仮面ライダー』を局またぎで放送できないと判断したことによるものである。新たな『仮面ライダー』の放送開始を、1975年4月に予定されていたネットチェンジと同時期とする場合、本作品を1年以上放送しなければならなくなってしまい、シリーズ継続に必要なカロリーを考慮した場合無理があるため、結果的に本作品を全33話で終了させ、さらに翌年3月までの2クール26話を新シリーズとして展開、ネットチェンジと同時にさらなる新シリーズを立ち上げる流れが決定していった。このような状況下にあった本作品であるが、他方で平均視聴率を見る限りでは、ロボットアニメブームという逆風の中で孤軍奮闘したと言える。
| 視聴率 | 最高  | 最低  | 平均  |
| ------ | ----- | ----- | ----- |
| 関東   | 20.5% | 14.1% | 16.9% |
| 関西   | 25.2% | 16.7% | 20.2% |

## 他媒体展開
以下、特記のない限りいずれの作品にも仮面ライダーXが登場。タイトルに「X」を含まない作品についても、どのキャラクターが登場したかを記述。各キャラクターの詳細については登場人物の節、またはリンク先の各項目を参照。

### 他テレビシリーズ
『仮面ライダーストロンガー』
変身前の神敬介も含めての登場。
『仮面ライダー (スカイライダー)』
変身前の神敬介も含めての登場。
『仮面ライダーBLACK RX』
『仮面ライダーディケイド』
Xに加えアポロガイストが登場。

### テレビスペシャル
『全員集合!7人の仮面ライダー!!』
『仮面ライダーストロンガー』のテレビスペシャル。変身前の神敬介も含めての登場。
『10号誕生!仮面ライダー全員集合!!』
『仮面ライダーZX』のテレビスペシャル。

### 劇場版
『仮面ライダーX』（1974年3月16日公開）
テレビシリーズ第3話の再編集版。東映まんがまつり一編として公開。
『五人ライダー対キングダーク』（1974年7月25日公開）
監督：折田至 / 脚本：伊上勝
登場怪人：コウモリフランケン（声 - 辻村真人）、再生怪人軍団
劇場版オリジナル。東映まんがまつり一編として公開。
上記の2作品とも2003年12月5日発売の昭和の仮面ライダーシリーズの映画作品を収録した「仮面ライダーTHE MOVIE BOX」単品では2006年発売の「仮面ライダーTHE MOVIE VOl,2」に収録されている。
「予告篇」は全て前作「仮面ライダーV3対デストロン怪人」の流用で冒頭の五人ライダーのスチールカット以外は前述のものである。登場場面のないドクトル・ゲーやデストロン怪人も登場しており、Xライダー、ライダーマンの戦闘シーンはなかった。
『仮面ライダー 8人ライダーVS銀河王』（1980年3月15日公開）
東映まんがまつり一編として公開。『仮面ライダー（スカイライダー）』の映画作品。
『仮面ライダースーパー1』（1981年3月14日公開）
東映まんがまつり一編として公開。『仮面ライダースーパー1』の映画作品。
『劇場版 仮面ライダーディケイド オールライダー対大ショッカー』（2009年12月12日公開）
『仮面ライダーディケイド』の劇場作品。
『オーズ・電王・オールライダー レッツゴー仮面ライダー』（2011年4月1日公開）
『仮面ライダーオーズ/OOO』と『仮面ライダー電王』をメインとしたクロスオーバー作品。Xに加え、アポロガイストとキングダークが登場。
『仮面ライダー×仮面ライダー フォーゼ&オーズ MOVIE大戦MEGA MAX』（2011年12月10日公開）
『仮面ライダーフォーゼ』と『仮面ライダーオーズ/OOO』をメインとしたクロスオーバー作品。
『仮面ライダー×仮面ライダー ウィザード&フォーゼ MOVIE大戦アルティメイタム』（2012年12月8日公開）
『仮面ライダーウィザード』と『仮面ライダーフォーゼ』をメインとしたクロスオーバー作品。Xは写真と名前のみ登場。
スーパーヒーロー大戦シリーズ
いずれも仮面ライダーシリーズとスーパー戦隊シリーズのクロスオーバー作品。
『仮面ライダー×スーパー戦隊 スーパーヒーロー大戦』（2012年4月21日公開）
『仮面ライダー×スーパー戦隊×宇宙刑事 スーパーヒーロー大戦Z』（2013年4月27日公開）
先の2シリーズとメタルヒーローシリーズのクロスオーバー作品。
『平成ライダー対昭和ライダー 仮面ライダー大戦 feat.スーパー戦隊』（2014年3月29日公開）
平成ライダー15作品記念の映画作品。変身前の神敬介も含めての登場。
『スーパーヒーロー大戦GP 仮面ライダー3号』（2015年3月21日公開）

### オリジナルDVD
『仮面ライダーフォーゼ 超バトルDVD 友情のロケットドリルステイツ』
小学館の幼児向け雑誌「てれびくん」の横暴者全員サービスとして制作された、『仮面ライダーフォーゼ』の超バトルDVD（オリジナルDVD）。Xに加えGOD神話怪人が写真のみ登場。

### Web配信
『仮面ライダーブレイブ〜Surviveせよ！復活のビーストライダー・スクワッド！〜』
『仮面ライダーエグゼイド』のスピンオフ作品。キングダークが登場。

### ゲーム
『仮面ライダー倶楽部 激突ショッカーランド』（1988年2月3日発売。機種はファミリーコンピュータ）

### 漫画

#### 放映当時の連載
- 冒険王掲載版（すがやみつる 1974年3月号 - 10月号）
- テレビマガジン掲載版（すがやみつる 1974年3月号 - 10月号）

詳しくは新・仮面ライダーを参照。
- テレビランド掲載版（松本めぐむ 1974年3月号 - 5月号、土山よしき1974年6月号 - 10月号）

| 掲載号       | サブタイトル（登場怪人）                   | 著者       |
| ------------ | ------------------------------------------ | ---------- |
| 1974年3月号  | 不明記（ネプチューン）                     | 松本めぐむ |
| 1974年4月号  | 不明記（ヘラクレス）                       | 松本めぐむ |
| 1974年5月号  | 不明記（鉄腕アトラス）                     | 松本めぐむ |
| 1974年6月号  | 不明記（キマイラ）                         | 土山芳樹   |
| 1974年7月号  | 不明記（死神クロノス、再生アポロガイスト） | 土山芳樹   |
| 1974年8月号  | 不明記（ガマゴエモン、他）                 | 土山よしき |
| 1974年9月号  | 不明記（カブト虫ルパン）                   | 土山よしき |
| 1974年10月号 | 不明記（キングダーク）                     | 土山よしき |
- たのしい幼稚園掲載版（石川巨人 1974年4月号 - 10月号）

| 掲載号       | サブタイトル（登場怪人）       |
| ------------ | ------------------------------ |
| 1974年4月号  | 不明記（ネプチューン）         |
| 1974年5月号  | ヘビかいじんメドウサのまき     |
| 1974年6月号  | かえんかいじんプロメテスのまき |
| 1974年7月号  | アポロガイストのまき           |
| 1974年8月号  | しにがみクロノスのまき         |
| 1974年9月号  | カブトムシルパンのまき         |
| 1974年10月号 | ヒトデヒットラーのまき         |
- おともだち掲載版（細井雄二 1974年4月号 - 10月号）

| 掲載号       | サブタイトル（登場怪人）                 |
| ------------ | ---------------------------------------- |
| 1974年4月号  | 不明記（パニック）                       |
| 1974年5月号  | 不明記（ミノタウルス）                   |
| 1974年6月号  | 不明記（プロメテス）                     |
| 1974年7月号  | 不明記（ユリシーズ）                     |
| 1974年8月号  | 不明記（カブト虫ルパン）                 |
| 1974年9月号  | 不明記（キングダーク、ヒトデヒットラー） |
| 1974年10月号 | 不明記（再生怪人軍団）                   |
- ディズニーランド掲載版（石川巨人 1974年4月号 - 10月号）

| 掲載号       | サブタイトル（登場怪人）               |
| ------------ | -------------------------------------- |
| 1974年4月号  | かいじんネプチューンのまき             |
| 1974年5月号  | かいじんヘラクレスのまき               |
| 1974年6月号  | かいじんプロメテゥスのまき             |
| 1974年7月号  | 不明記（キマイラ）                     |
| 1974年8月号  | アルセイデスのまき                     |
| 1974年9月号  | サソリジェロニモのまき                 |
| 1974年10月号 | 不明記（キングダーク、クモナポレオン） |

#### 放映終了後の連載
- 『仮面ライダー』テレビランド掲載版（山田ゴロ）
  - 1978年より徳間書店「テレビランド」誌で『仮面ライダー』から『仮面ライダーストロンガー』までのストーリーが新作漫画として連載された[161]。『仮面ライダー (スカイライダー)』の制作決定に伴い連載されたもので、その後も『スカイライダー』から『仮面ライダーZX』まで連載が続いた[161]。仮面ライダーX主役編は、1979年4月号から6月号まで連載された。

| 掲載号      | サブタイトル（登場怪人）                                                   |
| ----------- | -------------------------------------------------------------------------- |
| 1979年4月号 | Xライダー誕生（アポロガイスト、パニック、ユリシーズ、キングダーク）        |
| 1979年6月号 | キングダーク登場!!（ガマゴエモン、カブトムシルパン、キングダーク、呪博士） |
- 『仮面ライダー11戦記』（成井紀郎）
  - Xライダーはカイゾーグの特性を生かして1号を海底から救出した。ガイストライダーとの戦いではライドルロープを使った後、合同技ライダーサザンクロスキックに繋げた。ガイストの再生幹部にアポロガイストが登場。
- 『仮面ライダーSPIRITS』（村枝賢一）
  - 第七話・第八話「機鎧（きかい）の海（前編・後編）」が仮面ライダーX主役編となっている。第3部では再生されたGOD怪人のほかキングダーク2号機が登場。

### 小説
『S.I.C. HERO SAGA』
「MASKED RIDER V3 & RIDERMAN EDITION -RIDERMAN ANOTHER AFTER-」
『仮面ライダーV3』の小説作品。本作品のプロローグとなっており、キングダークとイカルスが登場。
「MASKED RIDER X EDITION -ゼウスの息子-」
本作品の小説作品。最終回の後日譚となっている。
「MASKED RIDER DEN-O EDITION -1971年4月3日-」
『仮面ライダー電王』の小説作品。
「MASKED RIDER ZX EDITION -ドラゴンロード」
『仮面ライダーZX』の小説作品。
「MASKED RIDER DECADE EDITION -オーズの世界-」
『仮面ライダーディケイド』の小説作品。キングダークが登場。
『仮面ライダーEVE-MASKED RIDER GAIA-』
原作者の漫画作品『仮面ライダー』の続編。Xに加えキングダークが登場。

### 映像ソフト化
いずれも販売元は東映ビデオ。
- ビデオ（VHS、セル・レンタル共通）は全9巻がリリースされている。全話収録だが、当初は傑作選の予定だったため、収録順は放送順と一致していない。
- 1994年5月21日から1995年5月21日にかけてLDが発売された。全5巻の各2枚組で各巻8話（Vol.5のみ1枚・3話）収録。
- 2003年5月21日から7月21日にかけてDVDが発売された[162]。全3巻の各2枚組で各巻12話（Vol.1のみ11話）収録。
- 2008年7月21日発売の「石ノ森章太郎 生誕70周年 DVD-BOX」に第1話が収録されている。

### CS放送・ネット配信
CS放送
- 東映チャンネル…2005年8月 - 12月、2008年3月 - 5月、2011年4月 - 7月、2013年3月 - 7月
  - 2008年の放送時のみ「アンコールアワー」枠、他はいずれも「石ノ森章太郎劇場」枠にて放送。
- 東映特撮YouTube Official…2012年1月30日 - 5月27日、2015年5月30日 - 9月26日、2019年9月28日 - 2020年1月25日、2023年11月8日 - 2024年3月6日
- 東映特撮ニコニコおふぃしゃる…2017年1月29日 - 9月24日